# Campeonato Mundial de Futsal de 2023 (AMF)
- Argentina no defendió fútbol título debido a que se retiró y desafilió de la AMF.

- Nota: No se tienen en cuenta los goles y partidos de India y Venezuela por W.O. debido a su declinación de su participación.

- Nota 2: Tampoco se debe tener presente los goles en el partido por el tercer lugar entre las selecciones de Colombia y Marruecos por la declinación de la escuadra marroquí debido a disconformidades de los jugadores africanos con el arbitraje válido en el partido de semifinales ante Paraguay.

- Nota 3: A vista de esto la selección de Cataluña recibió la premiación por el cuarto lugar luego de vencer en el partido del quinto puesto ante México debido a la descalificación de Marruecos.

El Campeonato Mundial de Futsal de la AMF 2023 fue la decimotercera edición del torneo de selecciones masculinas de fútbol de salón, que se disputó en México, en el estado de Baja California, del 28 de noviembre al 4 de diciembre de 2023. El torneo lo organizará la Asociación Mundial de Futsal (AMF) y la Federación Mexicana de Fútbol de Salón (FMF), con el apoyo logístico de la Asociación de Futsal AMF Baja California Norte quien recibió el aval de la máxima entidad del fútbol de salón para ser la sede principal del torneo mundialista. Este fue el tercer mundial que se disputó y se desarrolló en el marco de la guerra deportiva entre la AMF vs. FIFUSA por el dominio del fútbol de salón luego de la división que se generó por la refundación de la FIFUSA a mediados del año 2022 separándose de la política de la AMF.
Fue la segunda vez que México sea elegida para organizar un mundial, el primero fue en el mundial 1997, como también la segunda vez que lo hace en Norteamérica y la CONCACFUTSAL, además de ser la novena vez que se realizará en el continente de América.
En el torneo participaron 14 equipos. Se destaca la ausencia de la campeona actual, la selección de Argentina, debido a diferencias de opiniones e interés con la AMF lo que provocó que el presidente de la CAFS, Pedro Bonnettini se desafiliara de la AMF y se trasladara a la nueva y refundada FIFUSA. Fue la primera vez que Argentina se ausente de los mundiales de la FIFUSA-AMF (1982-2019) ya que había tenido asistencia perfecta estando presente en las otras 12 ediciones mundialistas.

## Elección de la sede
- Italia: A mediados de mayo del 2020, Italia se postuló como sede del mundial,[11] mientras que la COVID-19 se propagaba por todo el mundo.[12] Sin embargo la AMF descartó esta candidatura a finales de 2022.[13]
- México: La AMF delegó la responsabilidad de organizar el mundial a México[14] después de realizarse el mundial femenino en Colombia[15] para realizarse del 28 de noviembre al 5 de diciembre de este año[16] luego del éxito de realizar la primera copa intercontinental de clubes de futsal en el 2022 a mediados de agosto del año pasado.[17]

## Antecedentes

### La candidatura de Italia en plena pandemia de COVID-19
A mediados de mayo se dio a conocer que Italia se ofrecería como sede para el torneo mundialista en 2023 mientras que el mundo estaba sufriendo los estragos del COVID-19.
La pandemia del COVID-19 causó que ningún otro país se postulara para organizar el torneo y que solo Italia se quedara como única candidata para realizar el mundial.

### División en el microfútbol colombiano: FCFS vs ACFS
En el año 2021 hubo una separación de poderes en el microfútbol colombiano ya que varios equipos tomaron la decisión de no participar en los torneos avalados por la Federación Colombiana de Fútbol de Salón, más específicamente en la Liga Nacional Betplay de Fútbol de Salón.
Posterior a esto, se organizó un sindicato entre los equipos que abandonaron la liga y otros más y crearon la Superliga de Microfútbol Colombiana, tanto en las ramas masculina y femenina, así es como Colombia en el fútbol de salón ya tenía dos ligas de este deporte mostrando el resquebrajamiento que padecía el microfútbol cafetero.
Allí, la organización sindicalista pasó a llamarse Asociación de Clubes de Fútbol de Salón para reunir a todos los que estuvieran en contra de la Federación Colombiana de Fútbol de Salón y de la Asociación Mundial de Futsal o los que quisieran participar en un torneo y no habían tenido oportunidad, así como también fomentar sus propios torneos nacionales bajo un nombre que los identificara como una organización deportiva.
Luego de un transcurrido tiempo la organización cambió de nombre para pasar a llamarse la Asociación Colombiana de Clubes de Fútbol de Salón, ya que debía tener la palabra "clubes" en su organización debido a que la misma debía representar a la selección nacional en torneos internacionales en un futuro, y porque no tenían un aval y el reconocimiento del Ministerio del Deporte y del Comité Olímpico Colombiano.

### Altercado en el torneo Zona Sur
En el día 7 de abril del 2022 se presentó un fuerte altercado por una gran y acalorada discusión en la semifinal entre los equipos Simón Bolívar, de Paraguay y el Colorado, de Brasil; los grandes incidentes que se registraron en ese partido llevaron a la suspensión inmediata del mismo con fuertes y drásticas futuras sanciones para los implicados.
La Asociación Mundial de Futsal decidió suspender a ambos equipos de la competencia y declarar a José Meza, otro equipo paraguayo, campeón del torneo, ya que estaba clasificado para la final tras vencer en su llave semifinalista a Jave, un equipo uruguayo, a quien se le otorgó el tercer lugar en el torneo. También José Meza y Jave fueron elegidos para representar a la Zona Sur en la Copa de las Américas ya que está competencia era un clasificatorio a este torneo próximo a realizarse.
También para Colorado y Simón Bolívar recibieron unas fuertes sanciones económicas por los incidentes que se presentaron ya que no iba con los lineamientos de la AMF. Mientras que la Federación Paraguaya de Fútbol de Salón (FPFS) aceptó la decisión, la Confederación Brasileña de Futsal (CFSB) protestó por las supuestas injustas medidas aplicadas sobre este percance.
Esto iba a generar semillas de discordia entre la AMF contra la CFSB y posteriormente con los que no estaban de acuerdo con los dirigentes y jugadores que no estaban alienados con sus administraciones, manejos y políticas. Estas diferencias en el futuro se iban a terminar acrecentando y aflorando, afectando más adelante todo el desarrollo de este mundial masculino.

### Reelección de Rolando Juan Alarcón Ríos
A finales de 2021, más específicamente en noviembre mientras se desarrollaba el mundial Sub-15 en Paraguay se realizaron las elecciones presidenciales de la AMF. Por un lado estaba Rolando Juan Alarcón Ríos buscando su sexto mandato y por el otro bando Bonettini deseaba ser presidente con Manuel Sánchez Aguirre como vicepresidente. Al final ganó Alarcón y sumo su sexto mandato como presidente de la AMF 2021-2025 y aquí fue un punto de inflexión porque esto no fue bien visto por Bonettini y Sánchez quienes luego de meses se fueron de la AMF para refundar a la FIFUSA.

### La reactivación de FIFUSA
El día 23 de julio de 2022 algunos dirigentes y delegados de 15 países de manera presencial y virtual dieron su apoyo y respaldo a las nuevas directivas encabezadas por Ronaldo Leite como el presidente de la FIFUSA y con los presidentes de cada organización nacional: Bonnettini y Ferreyra (Argentina), Antenor Telles (Brasil), Manuel Sánchez (Colombia), Julio Notario (Paraguay), Luca Alfieri (Italia) y Antonio Cifuentes (Australia), buscando cono principales objetivos concretar las líneas jurídicas, económicas y las normas con el fin de armar los estatutos de la FIFUSA.
Entretanto ya habían organizado dos torneos intercontinentales de clubes de futsal jugados en Colombia. Uno de ellos se llevó a cabo en Barrancabermeja donde el anfitrión se quedó con el trofeo tras derrotar al conjunto del Tuluá FS del mismo país.
El otro de ellos fue en Buga en donde también el local Bga 400 años se quedó con el torneo al vencer al reciente campeón de la superliga de microfutbol colombiano Piratas del Tibú. Como dato curioso las dos finales de los torneos intercontinentales se dieron entre equipos colombianos.
En esos días FIFUSA dio como referencia la nueva programación internacional que iban a usar para rivalizar con la AMF.

### Causas de la división
Como primero varias selecciones que se desempeñaban en la AMF se pasaron para la FIFUSA las cuales son las siguientes:
- Confederación Argentina de Futsal (CAFS)[28]
- Confederación de Fútbol de Salón de Brasil (CFSB)
- Asociación Francesa de Futsal (AFF)
- Asociación Española de Fútbol de Salón (AFO)
- Federación Europea de Futsal (FEF)

Otros fundaron sus respectivas organizaciones las cuales fueron:
- Asociación Colombiana de Clubes de Fútbol de Salón (ACFS)
- Fútbol de Salón Australia (FSA)
- Asociación Italiana Futsal (AIF)
- Asociación Mexicana de Clubes de Fútbol (AMCF)

Por consiguiente, debido a está razón, el campeón actual, la selección de Argentina (CAFS) no va a defender el título que obtuvo en sus tierras en 2019. Tampoco iba a estar el subcampeón reciente, la selección de Brasil bajo la representación de la CFSB. Ahora va a estar presente la selección brasileña bajo otra organización deportiva luego de confirmar su asistencia al mundial a mediados de agosto del 2023.

### Mundial de futsal de la FIFUSA 2024
La FIFUSA tiene en consideración desarrollar varios certámenes deportivos, entre ellos el mundial de futsal masculino categoría mayores para rivalizar contra el mundial de futsal de la AMF y la sede de la primera edición se la disputan entre los siguientes países:
- China
- Pakistán

Si Pakistán es elegida como sede se realizará la competencia orbital en 2023 pero si China consigue ser anfitriona el mundial se llevará a cabo en 2024.
Al final debían tomar decisiones para elegir la sede del mundial absoluto de futsal masculino y tomaron la elección en diciembre luego que concluyera el mundial en México AMF de 2023:
- Colombia

La FIFUSA escogió que Colombia sea la sede del torneo orbital del 12 al 19 de octubre del 2024. Esto descarta por completo a las sedes de China y Pakistán que delegó la FIFUSA a mediados del 2022 cuando se refundó la organización para rivalizar con la AMF.

### México es elegida como sede
Luego de llevarse a cabo la I copa intercontinental de clubes de futsal en México, la AMF vio con muy buenos ojos la percepción y el agradable recibimiento del público y decidió que el país azteca fuera el organizador del mundial de futsal masculino categoría mayores en el 2023 a finales de este año en el lapso de octubre a diciembre y luego se determinó que la fecha oficial era del 28 de noviembre al 4 de diciembre con la visita de Mario Giménez, presidente de la Confederación Sudamericana de Fútbol de Salón. Antes tenían planeado que el mundial en Tijuana se llevará a cabo en la segunda quincena del mes de octubre del 2023.

### Italia es totalmente descartada
Allí mismo mientras se confirmaba a México como anfitrión del próximo mundial, Italia quedó completamente desechada de ser la sede principal del torneo mundialista. A continuación se explican las razones, motivos y circunstancias por las cuales Italia perdió la posibilidad de albergar el mundial:
1. La candidatura perdió peso y fuerza debido a la situación que presentaba en el mundo por la pandemia del COVID-19. No se sabía en que condiciones iba a recibir el torneo por la crisis mundial y por la situación delicada en Italia que se estaba presentado por esta enfermedad.
2. Italia es poco tradicionalista y su afición es muy fría con el fútbol de salón. También este deporte no es muy apoyado tanto económicamente en todo el país, como en el espectáculo y los hinchas estarían muy indiferentes y desinteresados, siendo posible que todos los estadios estén completamente vacíos, además de que el nivel de juego de Italia es muy bajo y pobre, ya que nunca han pasado de fase de grupos en el mundial.
3. De por sí el fútbol de salón es pequeño y ahora en Italia nació otra organización llamada AIF (Asociación Italiana Futsal) que apoya al enemigo de la AMF, FIFUSA con el fin de comenzar por una lucha por el futsal italiano (FIFS vs. AIF).
4. Con el renacimiento de la FIFUSA y los planes que tienen de planificar su mundial de mayores en China o Pakistán, la AMF buscó un país con una afición más cálida al fútbol de salón.
5. El fútbol de salón no es muy apoyado en Europa y más si se trata de la AMF. Sólo la única selección en donde sus hinchas muestran ese afecto es el de Cataluña, quien hoy en día es el mejor equipo del Viejo Continente y por ahí le siguen otros pero con más baja calidad como Francia, Suiza o Italia

### Razones de que México sea anfitriona
Las principales razones por las cuales México fue seleccionado para albergar el mundial son las siguientes:
1. La elaboración de la primera copa intercontinental de clubes de la AMF fue la gota que derramó el vaso y el detonante para que la AMF se animara y le concediera la oportunidad de albergar el torneo mundialista a México, ya que esto fue como un examen preliminar para ver si el país azteca era capaz de recibir con mucha calidez la copa intercontinental.
2. Con los movimientos de la FIFUSA por realizar mundiales, AMF se vio obligada a mantener firme su posición por el fútbol de salón en un entorno más familiar.
3. Esto lleva a que debían darle el mundial a un país latinoamericano y a una cultura más cercana a la de Sudamérica, que supiera darle calidez y alegría a la hora de recibir al fútbol de salón.

### Rumores del regreso de Brasil a la AMF
Se llevó a cabo desde el martes 1 hasta el sábado 5 de agosto de 2023 la edición número 43 del campeonato sudamericano de clubes zona sur en el moderno polideportivo del Sportivo José Meza en la Ciudad de Ñemby, departamento central de la República del Paraguay con clubes chilenos, uruguayos, paraguayos y brasileños y entre ellos participó el equipo brasileño de Raimundi-Daghetti.
Además de este evento, hubo un partido de desafío internacional de carácter amistoso entre los conjuntos de Jave de Uruguay vs Jaguarao Futsal de Brasil, que terminó con un marcador de 7 a 2 a favor del club charrúa, siendo este fue un partido preparatorio para este sudamericano de clubes zona sur.
Puede ser que algunos equipos, como Raimundi-Daghetti o Jaguarao Futsal, de Brasil, estén en contra de la Confederación Brasileña de Fútbol de Salón (CFSB) y se hayan desafiliado de la misma, también de que quieran estar bajo la Asociación Mundial de Futsal para participar en sus competencias.
Además hay que tener en cuenta que la AMF no permitiría estos encuentros si los equipos no estuvieran afiliados a su confederación. Se podría dar la posibilidad que en el futuro funden una organización brasileña de futsal y esta se afilie a la AMF para disputar sus próximos torneos a nivel de selección y con esto hay una pequeña probabilidad de que Brasil este presente en este mundial en México.

### Brasil regresa a la AMF
La selección brasileña estará en el mundial de futsal de la AMF y ya delegaron al nuevo cuerpo técnico de cara al torneo a llevarse a cabo a finales de noviembre en México.
Aunque haya regresado Brasil a la AMF, se duda mucho de como va a llegar el nivel de la canarinha a este certamen, teniendo en cuenta la pálida presentación del club Raimundi-Daghetti en el sudamericano de clubes zona sur en donde quedó último de su grupo.
También esta nueva organización brasileña va a estar en la mira rigurosa de la AMF para que no suceda la misma situación que con la CFSB en donde empeore aún más este problema de la destrucción de este deporte.
Esta nueva organización deportiva de futsal de Brasil es conocida como la Federación Nacional de Futsal de Brasil o también conocida en portugués como la Federação Nacional de Futsal do Brasil con las siglas de la FNFBR quien compite con la Confederación de Fútbol de Salón de Brasil, conocida en portugués como Confederação de Futebol do Salão do Brasil con las siglas de la CFSB.

### Causas y consecuencias del regreso de Brasil a la AMF
1. Como ya se mencionó antes, el futsal verdeamarela ya presentaba unas pequeñas grietas debido a que la Confederación Brasileña de Fútbol de Salón se había desligado de la AMF ya hace exactamente un año atrás después de los sucesos que se desencadenaron luego de lo acontecido entre las escuadras de Colorado de Brasil y Simón Bolívar de Paraguay en el sudamericano de clubes zona sur del 2022.
2. Se deduce que algunas asociaciones de clubes miembro no estaban alineadas y compaginadas con la CFSB y posteriormente se presentaron acercamientos entre los desertores clubes brasileños y la AMF reflejados cuando se presentaron amistosos de preparación de cara al torneo Zona sur de esta edición y de que un conjunto brasileño estuviera disputando este certamen bajo la jurisdicción de la AMF.
3. Esto agrieta mucho más el fútbol de salón en Brasil, quien en un principio se creía que tenían un estado sólido como asociación deportiva muy fuerte e inquebrantable. Ahora hay dos organizaciones deportivas que compiten por el fútbol de salón en Brasil. Una por la AMF y la otra por FIFUSA, además de la selección de fútbol sala de Brasil que disputa sus torneos en FIFA.

### Paraguay crea su Operativo Copa del Mundo "México" 2023
Resulta que el día 6 de octubre, la Federación Paraguaya de Fútbol de Salón por medio de sus redes sociales le hizo saber a la opinión pública que Paraguay iba a participar en el mundial de México 2023, lo cual era una secreto a voces ya que Paraguay es una de las selecciones más importantes y también una de las pilares en este deporte.
El problema es que la misma organización dirigida por Rolando Alarcón Ríos decidió de una manera polémica suspender indefinidamente los torneos nacionales, supuestamente por razones de fuerza mayor debido a disposición del consejo ejecutivo con miras a la preparación de la selección paraguaya de mayores que jugará la copa del mundo de Tijuana, Baja California, México.
Por ende la junta técnica decidió no delegar a ningún árbitro paraguayo a los partidos de los torneos ya previamente suspendidos y en próximas horas le harán saber por escrito esta decisión tomada a los clubes paraguayos para que estén debidamente informados de la decisión que se tomó recientemente.
Esta decisión se vio reflejada por el público y la afición como una arbitrariedad y una falta de respeto hacia los clubes que conforman en las ligas de la F.P.F.S ya que calificaron como injusto que todas las ligas de todas las categorías estén suspendidas por la concentración de unos pocos jugadores para un mundial y ya hay inconformidad en los aficionados pidiendo a gritos a sus clubes que se desafilien de la F.P.F.S.
En los días siguientes Paraguay crea su plan operativo Copa del Mundo México 2023. Básicamente trata sobre la convocatoria de los 12 jugadores paraguayos que fueron presentandos en la residencia Hakaranda cuando la F.P.F.S como también dio a conocer al cuerpo técnico y a la marca Kyrios quien se encarga de ser la patrocinadora de la vestimenta del seleccionado guaraní.
Además se podría notar el bajo nivel de Paraguay en los partidos que vaya a disputar en la cita orbital debido a esa falta de rodaje que los entrenamientos no podrán compensar, disminuyendo sus posibilidades de quedar campeones aunque lo nivelarían sacando su casta de garra guaraní.

### Chile recibe el aval de su gobierno
El gobierno de Chile le otorgó el reconocimiento oficial al fútbol de salón y a la disciplina del mismo. El ministerio de deportes del país austral, dio a conocer la decisión tomada y adoptada en el congreso.
Describieron como llegó el deporte en el país trasandino. el fútbol de salón nació en Uruguay y tuvo tránsito en Paraguay, Argentina y Brasil quienes dieron vida y origen a la Confederación Sudamericana de Futsal. Además de destacar las cosas positivas del fútbol de salón y la importancia de su práctica.
La Federación Deportiva Nacional de Futsal de Chile recibió ese gran reconocimiento y al obtener y lograr ese hito histórico se convirtieron en la única organización deportiva de fútbol de salón que puede representar al país Chile en cualquier copa, torneo o competencia oficial de fútbol de salón. Cualquier otra organización deportiva que compita en torneos nacionales e internacionales que no esté bajo el estatuto o lineamiento de la AMF, es considerado un plagio y piratería.

### Brasil crea el logo de su federación
La selección de Brasil presentó el logo de la FNFBR que es una asociación privada, fundada el 16 de junio del 2014 con la sede en Fortaleza-Ceará. Fueron escogidos por la Asociación Mundial de Futsal hace poco tiempo con el objetivo de que Brasil volviera a los torneos de la AMF tanto intercontinentales de clubes como internacionales de selecciones.
La FNFBR tiene dentro de sus objetivos fomentar el fútbol de salón AMF en el territorio nacional. Mejorar la calidad técnica y fomentar el desarrollo de la modalidad y ser responsable de representar a Brasil en las competencias internacionales de la AMF.

### Venezuela tiene una nueva organización
La selección Venezuela va a participar en la decimotercera edición del mundial en México y esta vez lo hará posiblemente bajo una nueva organización deportiva llamada Venezuela Futsalón AMF. Esto va de la mano del reciente detrimento tanto deportivo, empresarial, económico y/o administrativo de la Federación Venezolana de Fútbol de Salón luego de los incidentes y percances que se presentaron en la organización venezolana antes de desarrollarse el mundial de futsal femenino en Mosquera, Colombia en 2022.
En resumen, se cree que Venezuela estuvo a un paso de abandonar la AMF y pasarse a la FIFUSA por parte de los directivos. Sumado a eso el fracaso de Venezuela al ser delegada por la AMF meses atrás para llevar a cabo el mundial sub-17 en Caracas para luego fracasar en la previa inspección técnica que de aprobarla, habría sido confirmada como sede oficial absoluta.
Se debió haber generado una grieta y la Fevefusa perdió mucha credibilidad y confianza y por esto la AMF decidió quitarle la jurisdicción de representar a Venezuela en los torneos nacionales e internacionales de futsal de la AMF y le dio la confianza a la nueva organización de futsal (Venezuela Futsalón AMF) el cubrir de una manera más eficiente sus competencias ya que en la Fevefusa siempre había mucho desorden de todo tipo y esto último fue la gota que derramó el vaso causando la ruptura.
En conclusión la Fevefusa fue expulsada de la AMF por sus problemas internos en sus administraciones en los últimos años. También por la corrupción manejada por los directivos de la misma y su acercamiento a la FIFUSA. Y por último la pica cobertura, seriedad y compromiso de la Fevefusa con los torneos nacionales en su país.
El primer torneo que disputó la selección vinotinto bajo el mando de Venezuela Futsalón AMF fue el mundial femenino de fútbol de salón en donde quedaron en tercer lugar y esta vez en este mundial no pudo participar por problemas de visa.

## Sedes
| Baja California |
|                 |
| Capacidad:      |
|                 |

### Sedes del torneo
Mario Giménez, presidente de la confederación sudamericana de fútbol de salón visitó la sede principal del Mundial, Tijuana con el fin de supervisar los avances de la delegación de la Federación Mexicana de Futsal.
Se dio una reunión de trabajo y coordinación encabezada por el titular del instituto del deporte y la cultura física de Baja California, Erik Morales y el presidente del comité organizador de la copa mundo fútbol de salón 2023, Jorge Lizardi en donde se llevará a cabo parte del torneo en Tecate B.C con el fin de apoyar a la delegación para la realización del torneo orbital de la AMF.

### Calendario
También se confirmó el organigrama que se iba a aplicar para el torneo orbital:

#### Noviembre
- Lunes 27: Llegada de las delegaciones
- Martes 28: Disputa de la fase de grupos
- Miércoles 29: Disputa de la fase de grupos
- Jueves 30: Disputa de la fase de grupos

#### Diciembre
- Viernes 1: Descanso y traslado a sede principal
- Sábado 2: Cuartos de final
- Domingo 3: Semifinales
- Lunes 4: Final
- Martes 5: Regreso de las delegaciones[57]

Además hay otras dos sedes candidatas para acoger el mundial junto con Tijuana:
- Tijuana
- Tecate
- Rosarito[59]

El 19 de octubre se confirmó que Tecate acompañará a Tijuana a ser las sedes del mundial.
El 20 de noviembre se confirmó que Tecate va a ser la sede principal y Tijuana será la subsede del mundial. También el Gimnasio Municipal de Tecate será el escenario principal de los juegos del mundial en Tecate, tanto la inauguración como el partido de la final.

#### Gráfico
Este será el calendario de los partidos del mundial visto por medio de un gráfico:
| FG | Fase de grupos | CF | Cuartos de final | SF | Semifinales | F | Finales |

| Noviembre-diciembre de 2023 | 28 Mar | 29 Mié | 30 Jue | 1 Vie | 2 Sáb  | 3 Dom  | 4 Lun |
| --------------------------- | ------ | ------ | ------ | ----- | ------ | ------ | ----- |
| Fase (no. de partidos)      | FG (6) | FG (6) | FG (6) |       | CF (4) | SF (2) | F (2) |

## Sistema de juego
Los 16 equipos participantes se dividieron en cuatro grupos de cuatro equipos cada uno. Dentro de cada grupo, cada equipo jugó tres partidos, uno contra cada uno de los demás miembros del grupo. Según el resultado de cada partido se otorgó dos puntos al ganador, uno a cada equipo en caso de empate y ninguno al perdedor.
Divididos en cuatro grupos, los 16 equipos se enfrentaron entre sí en tres fechas, clasificándose los 2 mejores de cada grupo. Los equipos eliminados en fase de grupos disputaron los partidos de ubicación de los últimos lugares, teniendo en cuenta sus puntos y su diferencia de gol.
Con un total de 8 equipos clasificados a cuartos de final, se llevaron a cabo enfrentamientos con eliminación directa. Los perdedores de estos enfrentamientos continuaron jugando para definir los puestos del quinto al octavo; por otro lado, los ganadores de cada llave se vieron en semifinales para definir los dos mejores equipos del mundial, quienes jugarán para conocer al campeón del certamen.
Las 16 selecciones nacionales disputaron los partidos de la fase de grupos. Los clasificados a la siguiente fase jugaron los cuartos de final los días y los cuatro ganadores afrontaron los partidos correspondientes a las semifinales y los enfrentamientos de las semifinales del quinto al octavo lugar.
Los perdedores de las semifinales del quinto al octavo puesto se cruzaron por en un partidos por el séptimo lugar y los ganadores por el quinto lugar. Los perdedores de las llaves de semifinales se enfrentaron en el partido por el tercer puesto y los ganadores disputaron la final.

## Previa y análisis del mundial
Las tres candidatas firmes para ganar en esta edición son Colombia, Paraguay y Brasil. Sólo existen dos posibilidades de que se crucen en el torneo: (Semifinales o la Gran Final). Mientras que con la desafiliación de Argentina, ahora queda un cupo libre a las semifinales.
Equipos como Uruguay, Venezuela, Marruecos y Cataluña pueden clasificarse a las semifinales por vez primera en su historia y/o poder volver a esta instancia luego de un largo periodo de tiempo de no estar en esta fase.
La selección de Brasil de AMF, como acabó anunciando su instancia a esta cita orbital y viendo los antecedentes del torneo sudamericano zona sur, se prevé un ligero nivel bajo con la participación de Raimundi Daghetti.
Pero se cree que esto era un periodo de prueba para la FNFBR para ver si era digna de confianza de la AMF.
También hay que acotar con respecto a que la plantilla de la selección carioca está conformada de jugadores de otros clubes. Entonces, en conclusión es incierto el nivel de la canarinha para este certamen. Aun así aunque se desconoce su nivel no puede ser totalmente descartada de ser candidata a llevarse el trofeo.
También equipos como México, Canadá, Australia, Chile o Francia podrían clasificarse a cuartos de final por primera vez o volver a estar en esta instancia.
De estas selecciones México puede llegar más lejos ya que se ha medido de tú a tú ante rivales colombianos y paraguayos en clubes con el cuarto lugar conseguido hace poco de Calvarios Latino en la copa intercontinental pasada venciendo a equipos como Faraones de Pitalito, de Colombia o Simón Bolívar de Paraguay.

### Tabla Candidatos Mundial
Nivel Excelente: Colombia, Paraguay, Brasil
Nivel Alto: Uruguay, Venezuela
Nivel Aceptable: Cataluña, México, Marruecos
Nivel Bajo: Francia, Chile, Estados Unidos, Australia,
Nivel Pésimo: Canadá, Perú, Bolivia, India

## Camino al mundial
El día 8 de febrero la selección Colombia confirmó microciclos de cara al mundial: en febrero de este año antes de que se llevaran a cabo los XXII juegos deportivos nacionales del 2023 y el primer microciclo se realizó en Sevilla, Valle del Cauca en donde el fútbol de salón estuvo presente en esta edición.
Allí el 5 de febrero comenzó la Copa Élite fútbol de salón "Avancemos Sevilla" con la participación de 16 equipos dividos en 4 grupos. El campeón fue Seres Sporting de Antiquia quien derroto 3 a 2 a Sevilla Pala's, que fue subcampeón. El tercer lugar fue para la selección Colombia quien venció por penales a Tullis Vista Hermosa relegando al club al cuarto puesto luego de empatar a un gol.
Por otro lado, Cataluña confirmó que Joan Martínez es el nuevo entrenador del cuadro catalán a inicios de marzo. Comenzó a trabajar en entrenamientos y sesiones de práctica con pequeños microciclos con los jugadores con el fin de consolidar la lista de convocatoria para el mundial.
El plan era hacer sesiones de entrenamiento por cuatro meses. Dos sesiones de entrenamientos en marzo, una sesión en abril, dos sesiones hechas en el mes de mayo y una sesión en junio antes del parón por el verano.
El 5 de mayo salió a la luz el segundo microciclo de la Selección Colombia y se efectuó en Rivera, Huila y allí disputó la primera copa Rivera 80 aniversario fútbol de salón masculino categoría libre en donde quedaron eliminados en los cuartos de final.
Mientras que el 7 de mayo Canadá confirmó su asistencia al mundial recordando la indumentaria que usaron en el mundial de España en el 1985 ya que el uniforme deportivo que usarán en el mundial de México será similar al usado hace 38 años atrás. También destacaron a los dos rivales que son favoritos a quedar campeón según su punto de vista: Colombia y Paraguay.
La lista del tercer microciclo de la Selección Colombia se mostró el 2 de junio y se llevó a cabo en La dorada, San Miguel en el departamento de Putumayo en donde Colombia participó en la Copa Colombia fútbol de salón, ubicándose en el cuarto lugar.
El día del 26 de julio, la Selección Colombia disputó un amistoso previo contra el conjunto de Rayados de Marsella, Risaralda. El encuentro finalizó 9-2 a favor del seleccionado tricolor.
El 27 de julio la USAFF (Federación de Futsal de Estados Unidos) confirmó su asistencia al mundial de México y está sería su sexta participación en este certamen.
El 8 de agosto la Asociación Mundial de Fútbol de Salón de Oruro (AMFSO) realizó una convocatoria para representar a la ciudad orureña en el torneo nacional boliviano a realizarse en su ciudad, el cual será selectivo para la selección nacional que asistirá al mundial de selecciones de México.
En Perú se desarrolló el Mega Evento Deportivo de Futsal Copa Inka Cusco 2023 del 12 de agosto al 2 de septiembre. Este torneo va a ser clasificatorio nacional de Futsal Cusco los días 14 y 15 de octubre del 2023 de dónde saldrá la selección nacional peruana que hará parte del mundial a finales de año. Se disputó el 2 de septiembre la gran final de la Copa Inka Cusco con las categorías libre, máster y damas. Los equipos que quedaron campeones, subcampeones y en tercer lugar clasificaron al Campeonato Nacional de Futsal Cusco 2023 los días 14 y 15 de octubre del mismo año, en donde la Asociación Peruana de Fútbol de Salón evaluará para escoger el equipo que los representará en el mundial de México.
Días después, el 15 de agosto mediante sus redes sociales, Brasil confirmó su asistencia a la cita orbital en México, ratificando su presencia en el torneo días después del anuncio cuando presentaron al nuevo seleccionador carioca, Eduardo Santos quien dirigirá a los suyos con garra y determinación ya que es entrenador de club de Real Celeste.
El 22 de agosto el gobernador Unzueta le entregó las indumentarias deportivas a la selección nacional de Beni que competirá del 24 al 26 de agosto en el campeonato nacional boliviano en Oruro no solo por el título sino también por poder representar a Bolivia en el certamen mundial en México.
El 27 de agosto se disputó el último día del torneo nacional boliviano. El tercer lugar se jugó entre los equipos de Oruro y Santa Cruz y la gran final enfrentó a los conjuntos entre Beni y Potosí en el Palacio de los Deportes, selectivos a la selección nacional rumbo al mundial de México 2023.
Se desconoce si sólo el equipo campeón del torneo nacional representará a combinado boliviano en tierras aztecas o si van a escoger a los mejores jugadores de los equipos que quedaron en los cuatro primeros lugares del torneo en Oruro.
El 2 y 3 de septiembre la selección de Cataluña volvió a los entrenamientos en grupo luego de la parada por las vacaciones de verano, aunque tuvieron una serie de ejercicios personales para no perder el ritmo. Esto quiere decir que el cuadro catalán retomó y reanudó los entrenamientos previos después de meses que habían quedado suspendidos debido a la oleada de calor de verano que se estaba presentando en España. El hotel sansi de la ciudad de Lleida fue el escogido para realizar la concentración y la población de Alcarràs les abrió las puertas para utilizar sus instalaciones.
Los entrenamientos se llevaron a cabo en una sesión doble de mañana y tarde el sábado y una sesión matinal el domingo. Se trabajaron aspectos físicos y técnicos que sirven de preparativos para el mundial en México. Por otra parte en el hotel se hicieron sesiones de video y conexión entre los jugadores, buscando la convivencia buena y sana entre los integrantes de la selección.
El seleccionador de Cataluña, Joan Martínez hizo una prevista de 17 integrantes de las cuales deben salir los 12 convocados finales que representarán a Cataluña en el mundial de México que iniciará en noviembre.
La Federación de Futsal de Australia (FAF) ha confirmado el 6 de septiembre mediante sus redes sociales que la selección australiana participará en el torneo orbital en México y días después confirmaron a Marty Calvert como seleccionador nacional del conjunto de Australia.
El 17 de septiembre la selección catalana de fútbol sala celebró un entrenamiento en preparación para el torneo en Tijuana, Baja California. Bajo la dirección del entrenador Joan Martínez, los jugadores pusieron a prueba sus habilidades y se esforzaron al máximo por garantizar su mejor rendimiento en esta importante competencia internacional.
El entrenamiento se llevó a cabo en las instalaciones deportivas de Sant Guim de Freixenet, un entorno que proporcionó el escenario perfecto para la preparación del equipo. Se destacó la dedicación y compromiso de los jugadores y que están trabajando duro para estar en las mejores condiciones cuando llegue el momento se representar a Cataluña.
Con pasión por el fútbol sala y el apoyo de su afición, la selección masculina absoluta de fútbol sala se Cataluña está trabajando con mucha intensidad para representar con un enorme éxito y orgullo a la región catalana en la gran etapa internacional que se presenta en el mundial de México de 2023.
Brasil realizó el 18 de septiembre una lista preliminar de los jugadores que podrían estar en el mundial de México de equipos nacionales como Real Celeste, Aguias, Banfort, Minas Gerais y Carcará. Todos estos clubes están bajo la organización de la Federación Nacional de Futsal de Brasil (Federação Nacional de Futsal do Brasil) en portugués (FNFBR).
El doctor Taumaturgo va a ser el médico que acompañará a la selección verdeamarela a México para el torneo orbital encargándose de iniciar un procedimiento médico preparatorio realizado a todos los miembros de la delegación brasileña dándose a conocer esta noticia el 20 de septiembre.
En el mismo día la Asociación Peruana de Fútbol de Salón confirmó que el equipo campeón de la VI Campeonato Nacional de Fútbol de Salón AMF Cusco 2023 será los días 21 y 22 de octubre del 2023 y participarán en esta edición las categorías de máster, libre y damas y el campeón de la categoría absoluta de este torneo representará a Perú en el mundial en tierras mexicanas.
El lunes 25 de septiembre, la selección boliviana confirmó la convocatoria de su equipo, el cual llevarán al torneo mundialista en noviembre de los equipos nacionales que participaron en el torneo nacional boliviano a mediados de agosto como Beni, Oruro, Potosí, Santa Cruz y Cochabamba. Esto concluye que el equipo de la verde habría realizado un tipo de evaluación a modo de microciclos, con el fin de examinar que jugadores estaban más aptos para representar de una manera más adecuada a Bolivia y obtener un buen resultado en tierras aztecas.
El 2 de octubre, Alex Argôlo fue delegado como el entrenador de acondicionamiento corporal de la selección australiana, quien se encargará de la parte física de los jugadores australianos de cara a la cita de carácter internacional a nivel mundial y quieren llegar lo más preparado posible, acompañando y apoyando al director técnico de la selección nacional.
El mismo día, la selección de Cataluña afrontó un amistoso contra el equipo de CFS Monstant en homenaje al aniversario número 40 de la entidad barcelonesa. El encuentro amistoso terminó en un empate a tres goles yéndose en ventaja equipo de CFS Monstant al término del primer periodo. Luego la selección catalana remontó a un 3-2 y cuando se iba a terminar el partido, CFS Monstant encontró el empate.
El 3 de octubre dieron a conocer a la opinión pública mediante las redes sociales que el 29 de septiembre la Federación Boliviana de Fútbol de Salón le solicitó a los departamentos del país del altiplano la prestación de sus jugadores y sus servicios para la primera convocatoria con el fin de realizar el primer microciclo de los jugadores bolivianos con el fin de escoger a los mejores para el torneo en noviembre.
El 4 de octubre la liga superior de fútbol de salón AMF - Madre de Dios llevó a cabo una conferencia de prensa invitando a los medios de comunicación televisiva, radial, escrita y digital el 7 de octubre en el complejo deportivo club 10 a las 3:00 de la tarde hora peruana. Con motivo de presentar a los equipos que viajarán a la ciudad de Cusco, quienes representarán a Madre de Dios en la etapa nacional IV campeonato nacional de futsal AMF Cusco 2023 con clasificatorio al mundial de Tijuana, México en noviembre del 2023.
El 6 de octubre la Federación Paraguaya de Fútbol de Salón comunicó en sus redes sociales a la opinión pública que la selección guaraní disputará el mundial de futsal en México. Esto es con la finalidad de realizar trabajos y entrenamientos personalizados con los jugadores y prepararse para el mundial en México y la decisión que tomaron consta de suspender provisoriamente las ligas nacionales de su país para tener un mejor desarrollo en su concentración. A su vez, días después se efectuó la presentación del operativo copa del mundo "México 2023" con la selección paraguaya.
El 8 de octubre la selección de Francia confirmó su participación para el mundial en México mediante sus redes sociales.
El día 9 de octubre, Paraguay sacó a la luz pública en su página web y redes sociales su convocatoria de manera nacional con los jugadores que irán a México a disputar el mundial de futsal a finales de noviembre con Andrés Bogado como técnico de la selección guaraní. Los convocados deberán presentarse en la residencia Hakaranda el martes 10 de octubre a las 12:00 hora paraguaya.
Está lista definitiva de los jugadores paraguayos generó demasiado polémica debido a la no convocatoria de algunos deportistas y también por la reciente decisión unánime de la suspensión de las ligas nacionales de Paraguay ya que es una de las mejores de toda Sudamérica.
El 10 de octubre Pablo Palleja, entrenador de la selección Uruguaya dio a conocer la lista de jugadores preseleccionados para el mundial en México. Los jugadores convocados harán trabajos y serán evaluados para que el entrenador pueda escoger y decidir la lista definitiva de deportistas que irán rumbo a México, confirmando que Uruguay participará en esta edición mundialista.
El 12 de octubre, la Federación Chilena de Futsal confirmó que la selección austral estará presente en la cita orbital que se desarrollará en México. El director deportivo José Miguel Zamora le dio la bienvenida al guayanés Pedro Guzmán cono el nuevo director técnico nacional de fútbol de la Federación Deportiva Nacional de Futsal de Chile. El venezolano Guzmán es profesor licenciado en educación y egresado de la UCBA en Venezuela fue escogido por los directivos deportivos de Chile y se le encomendó la misión de prepara la delegación que vaya a representarlos al mundial en Tijuana, México.
El 13 de octubre el técnico venezolano Pedro Guzmán adjuntó la primera convocatoria para la operación Tijuana el lunes 16 de octubre en el coliseo romano del fútbol de salón estadio víctor jara a las 20:00 hora chilena.
Mientras tanto, prosiguen los entrenamientos de la selección paraguaya de cara al torneo que se desarrollará en Tijuana. Se sigue trabajando la parte táctica y técnica en el polideportivo 14 de mayo de la ex caballería a las 18:00 horas paraguaya El entrenamiento está a cargo de Alfredo Gavilán, preparador físico del seleccionado guaraní.
El 13 de octubre comenzó los entrenamientos de la selección charrúa de cara al torneo en Tijuana. Será en el club Urupan de Pando a las 21:00 horas uruguayas dirigidas por el floridense Pablo de Palleja.
La selección paraguaya sigue trabajando en la parte física de los jugadores en el Gimnasio Vida Sana bajo la supervisión del cuerpo técnico liderado por el entrenador Andrés Bogado.
La federación mexicana de futsal encabezadas por Jorge Lizardi, Jesús Ochoa y el fisioterapeuta Cristopher Ruiz le dieron la bienvenida al venezolano César Eduardo Pineda Paredes como el técnico oficial de la selección mexicana de futsal, terminando contrato con el club Bunkers Fs para que el seleccionador dirija y tome las riendas de la selección azteca rumbo a la Copa del Mundo México 2023.
Fue dos veces técnico de la selección venezolana en los mundiales de Colombia 2011 y Bielorrusia 2015, así como dirigió varios clubes en la liga venezolana (2000 al 2017) siendo campeón y subcampeón. Luego llegó a Caciques del Quindío (2017-2022) obteniendo subtítulo en 2017, título en 2018, 2019 y 2021. Pasó por Faraones de Pitalito, dónde quedó subcampeón en sudamericano de Perú 2022 y también el subtítulo en la intercontinental de México en el mismo año.
En los próximos días se hará la primera convocatoria de conjunto mexicano, una preselección ya bajo el mando del profesor César Pineda y su cuerpo técnico.
El 16 de octubre la selección uruguaya siguen haciendo trabajos de entrenamiento de cara al mundial de México que comenzará el 28 de noviembre en Tijuana. Entrenan en el estadio Santiago Alfonso Cigliuti de Pando.
La selección francesa estará presente en el XIII mundial de futsal de México y comenzará a entrenar en los próximos días para llegar de mejor manera al 28 de noviembre.
La selección boliviana al confirmar su presencia en el mundial de Tijuana, México. En los próximos días estará entrenando en Santa Cruz con los 25 jugadores preseleccionados.
El 17 de octubre la selección de la India confirmó que participará en el mundial de México. Será la primera vez que India participará en mundiales AMF aunque ya ha estado en torneos orbitales juveniles ubicando el último lugar.
El 6 de octubre en India había dado comienzo el Séptimo Open Senior Futsal Nacional edición 2023 en donde el equipo de Karnataka se coronó campeón de este torneo en toda la república de la India.
Puede ser que la delegación de Futsal Association of India (FAI), al ser confirmada para participar en el mundial en México decida a los mejores jugadores de este séptimo torneo nacional para que representen al equipo indio en Tijuana en noviembre.
La selección paraguaya completa una semana de haber iniciado las sesiones de práctica de cara al torneo mundial. Los integrantes de la albirroja salieron del gimnasio Vida Sana, dónde venían entrenando y se trasladaron rumbo a la Costanera de Asunción para realizar trabajo físico bajo las órdenes de su preparador estelar y profeso Alfredo Gavilán.
Luego de esta sesión de entrenamientos físicos el conjunto guaraní se movilizó con destino al polideportivo 14 de mayo de la ex caballería por mediados del día en dónde hicieron trabajos tácticos y técnicos con el entrenador Andrés Bogado.
Entretanto la selección chilena creó la "Operación Tijuana 2023" donde realizaron sesiones de entrenamiento en el estadio Víctor Jara (Metro ULA) bajo el mando del director técnico nacional de origen venezolano Pedro Guzmán con los escogidos en la primera convocatoria austral de cara a la copa mundo. Presenta por medio de videos en sus redes sociales, una cantidad de cápsulas que muestran el entrenamiento de Chile, mientras que pasa el tiempo para tener preparada a la selección.
El 18 de octubre, los medios informativos ratificaron que Estados Unidos está clasificado para la edición XIII del mundial de futsal en México. La clasificación del equipo de la barra y las estrellas ya estaba confirmada desde mediados de julio por la USA Futsal Federation mediante sus redes sociales.
El 19 de octubre el periodista Nicolás de León hizo una entrevista a Marcio Gentil, jugador de la selección uruguaya y también jugador de Independencia de Florida va en búsqueda de jugar y disputar su cuarto mundial de fútbol de salón. A su vez también fue entrevistado Pablo Cuenca, portero de la selección charrúa y jugador de Jave además de ser la primera vez que va a jugar el mundial de mayores de categoría absoluta. Allí él manifestó que el trabajo, la humildad y el sacrificio eran fundamentales para conseguir lo que uno se propone.
En el mismo día el presidente de la Asociación Peruana de Fútbol de Salón, Roger Gutiérrez comentó sobre el desarrollo el sexto campeonato nacional que se llevará a cabo los días sábado 21 y domingo 22 de octubre. El lugar es en la Ciudad Imperial con la participación de 28 equipos y el campeón de la categoría máster clasificará y representará a la selección peruana en el mundial de Tijuana en México.
En ese preciso momento, minutos después fue ratificado que Perú estará presente en el mundial de México. La selección inca comenzará a realizar las prácticas cuando salga la convocatoria de los preseleccionados el domingo 22 de octubre. Esa lista preliminar saldrá del equipo nacional que quede campeón del VI campeonato nacional peruano categoría máster.
Por otra parte, Estados Unidos volvió a confirmar su presencia y asistencia al mundial de futsal a través de sus redes sociales.
Mientras que Canadá fue confirmada y ratificada por la prensa para participar en el mundial de 2023 luego de su larga ausencia tras 13 años (al no poder ir al mundial 2015 y desistir de participar en la edición de 2019). El objetivo principal es poder pasar de la fase de grupos para igualar o superar su marca registrada hace 29 años tras llegar a la segunda fase en el torneo orbital de 1994 en Argentina.
En ese mismo día, la selección Colombia realizó la convocatoria preliminar oficial rumbo al mundial de la categoría masculina absoluta para el mundial en México 2023. Allí los convocados deberán presentarse el 23 de octubre del presente año en el Hotel Colonial Zambrano en Zipaquirá, Cundinamarca a las 10 de la mañana para el ciclo de preparación que será del 23 al 28 de octubre y será el definitivo para elegir a los 12 jugadores principales.
El 20 de octubre en una nota de prensa de una página web, dieron a conocer a todas las 16 selecciones participantes del mundial de futsal en México:
- Australia
- Bolivia
- Brasil
- Canadá
- Cataluña
- Chile
- Colombia
- Estados Unidos
- Francia
- India
- Marruecos
- México
- Paraguay
- Perú
- Uruguay
- Venezuela

Además de eso escogieron las dos sedes del mundial las cuales son Tijuana y Tecate.
La selección colombiana a cargo del entrenador Luis Mario González, convocó a 42 jugadores que a partir del lunes 23 al sábado 28 de octubre se concentrarán y entrenarán intensamente. El jugador Jhon Jairo Pinilla de 43 años hace parte de la convocatoria y todo apunta a qué podría jugar su sexto mundial. Además Colombia fue la primera selección por fuera del anfitrión en comenzar a entrenar con microciclos desde febrero.
Cómo se mencionó hace horas, Venezuela fue uno de los últimos equipos en ser confirmado como selección participante de este certamen mundialista. La vinotinto volverá al país en donde levantó el trofeo cuando ganó el mundial de futsal 1997 en Guadalajara.
La selección de futsal de Marruecos acaba de ser anunciada como la última participante clasificada para el mundial en Tijuana, México, siendo la representante del continente africano. Lo último que se había sabido de este país era que a comienzos de noviembre del 2020 ya no era parte de la Federación Europea de Futsal ya que estaba afiliada antes a dicha organización cuando fue representante de la misma en el mundial pasado en Misiones, Argentina en 2019 antes de que la organización europea años después se desafiliara de la AMF.
Sin embargo se desconocía si seguía haciendo parte de la Asociación Mundial de Futsal. Las opciones son que como primero Marruecos haya regresado a la CAFUSA (Confederación Africana de Fútbol de Salón) o por el contrario hubiera sido una organización deportiva de futsal insurgente y desértica de una confederación principal.
La Asociación Mundial de Futsal en su página web oficial confirmó a los 16 participantes que irán por el centro en Tijuana, México. Como ya se había definido antes, las 15 delegaciones arribarán a territorio azteca el 27 de noviembre y los días 28, 29 y 30 del mismo mes serán los partidos de la fase de grupos. Luego el 1 de diciembre será jornada de descanso y los días 2, 3 y 4 del último mes del año se dará inicio a la segunda fase donde arrancarán los cuartos de final, luego las semifinales y por último el partido por el tercer lugar y la gran final.
Cómo se había mencionado antes, el 21 de octubre se dio comienzo al VI Campeonato Nacional de Fútbol de Salón AMF Cusco en el complejo deportivo bosque de coripata. Es una fase eliminatoria en donde participan las delegaciones de Arequipa, Juliaca, Puerto Maldonado, Puno y Cusco, quienes se clasificaron meses atrás, en las categorías libre, máster, damas y varones. La más importante es la máster y el ganador de esta categoría representará a Perú en el mundial de México.
Para ese mismo día la federación boliviana de fútbol de salón AMF estaba realizando el segundo microciclo de la verde de cara al mundial Fue en el Coliseo Jhon Pictor Blanco a las 10:00 de la mañana de la ciudad Santa Cruz de la sierra, hora boliviana. Los días de la evaluación de jugadores eran el 21 y 22 de octubre.
El 22 de octubre se disputan las semifinales del campeonato nacional en Cusco, Perú entre los equipos de FC Juventud Madnes, Pesadilla Ayavireña, Romafih FC y Sports Hermanos F&C en la categoría varones quien fue el último clasificado de la jornada al jugar recientemente y vencer al K & M Sport. Estos son los equipos con posibilidades de representar a Perú en el mundial de México.
La final es el Romafih FC vs Pesadilla Ayavireña y entre ellos definen el título del campeonato nacional en Perú y ser el equipo que represente a la nación en Tijuana. El equipo de Pesadilla Ayavireña se coronó campeón del certamen y representará a la selección peruana en Tijuana, México.
El 23 de octubre la selección colombiana empezó con el entrenamiento de la preselección cafetera con miras para escoger a los mejores deportistas y tener la plantilla definitiva del mundial de futsal en 2023 con ayuda de los utileros como sinónimo de servicio y héroes escondidos. También el técnico dio su impresión positiva sobre el torneo y la preparación de la selección cafetera.
La selección mexicana sacó su convocatoria de preseleccionados para afrontar el mundial de futsal 2023 en sus tierras con un total de 42 jugadores que harán parte de entrenamientos para su evaluación y análisis por parte del cuerpo técnico César Eduardo Pineda con el fin de que se pueda escoger a los 12 deportistas definitivos que harán de anfitriones para conseguir un buen papel en su torneo.
Mientras tanto prosigue la preparación de la selección uruguaya. Los entrenamientos se llevan a cabo los viernes en el Club Urupan de Pando y en los próximos días la celeste conocerá a sus rivales en el torneo.
La selección Colombia ahora trabaja con 35 jugadores bajo las órdenes del entrenador Luis Mario González. la delegación entrenarán hasta el sábado como ya estaba estipulado, concentrándose en el Hotel Colonial Zambrano en Zipaquirá. De los 42 jugadores que se habían convocado previamente, 7 no se presentaron y no atendieron el llamado del técnico por razones desconocidas.
La Selección Colombia disputó un amistoso contra el equipo de Sabana Cundinamarca, el cual derrotó el conjunto cafetero por un marcador favorable de 7-4. Mientras que el técnico nacional de la selección tricolor, Luis Mario González se refirió al éxito de haber convocado a 35 jugadores. Además se hizo trabajos de recuperación y cuidados de la selección cafetera a manos del fisioterapeuta Jefferson Figueroa Montaño. Mientras que el jugador Jhon Pinilla por medio de una entrevista daba a conocer en su manera de ver cómo ha evolucionado el futsal en estas dos décadas.
La selección de Brasil sufrió unas malas noticias con respecto a la convocatoria para el torneo mundialista. Lo que pasó fue que surgieron unos contratiempos debido a la baja de dos jugadores de la selección nacional y se ausentarán del torneo en México. Vitor, un deportista que juega de ala sufrió una lesión y estará recuperándose por seis semanas, lo que le imposibilita el estar recuperado a tiempo para el certamen. Por otro lado el ala Jonylson renunció al equipo y a la convocatoria por problemas personales.
Ante esto, la directiva de la FNFBR y el cuerpo técnico de la canarinha están trabajando arduamente para encontrar a los sustitutos y completar el equipo que viajará a Tijuana. En una reunión Karluso, presidente de la entidad brasileña, expresó la gratitud hacia los jugadores y su esfuerzo como también reafirmó el compromiso de fortalecer el futsal en su país.
Con la determinación y superación, la selección carioca continuará avanzado a la competencia para conseguir un gran resultado y también ganarse la confianza que le depositó la AMF luego de reintegrar a Brasil en sus competencias para corresponder y retribuir de buena manera el gesto de llevar a Brasil a lo más alto luego de lo sucedido con la CFSB.
La selección colombiana continúa con su preparación para el torneo mundial y esta vez disputó un amistoso contra Zipaquirá Tierra de Campeones, precisamente el elenco local del municipio de Zipaquirá.
El 28 de octubre acabó de concluir el primer ciclo de preparación de la selección Colombia en Zipaquirá rumbo al mundial de México. El técnico Luis Mario González nos brindó un buen y positivo balance y análisis con respecto al desempeño de los jugadores. También el secretario de la Federación Colombiana de Fútbol de Salón nos contó sus opiniones como además la planificación y continuidad que iba a seguir la selección cafetera en su preparación al mundial en tierras aztecas. Algunos de los convocados van a estar en el municipio de Circasia del 30 de octubre al 4 de noviembre y posteriormente la selección definitiva se trasladará a El Espinal del 5 de noviembre al 9 del mismo mes, jugando un cuadrangular amistoso con miras a la preparación y posteriormente disputarán los juegos nacionales y no se sabe si lo harán como selección Colombia o por el contrario, cada jugador representará a su departamento de origen.
El 29 de octubre la Federación Colombiana de Fútbol de Salón dio a conocer a los 16 jugadores que fueron preseleccionados por el cuerpo técnico encabezado por Luis Mario González Escandón, técnico de la selección tricolor. Los convocados deberán presentarse el lunes 30 de octubre en el hotel Boga, en la plaza principal del municipio de Circasia, Quindío a las 10:00 de la mañana. Este presente ciclo de preparación se llevará a cabo del 30 de octubre al 4 de noviembre de 2023.
La selección uruguaya continúa con su preparación para el mundial en Tijuana. Los jugadores Víctor Rodríguez, Matías Menza, Gonzalo López y Agustín Sosa ya no forman parte de la nómina y a su vez fueron citados dos jugadores del club San Isidro de Pando, Bruno Castro y Santiago Suárez. En este momento el entrenador charrúa, Pablo de Palleja trabaja con 13 jugadores donde uno de ellos será descartado y desafectado de la lista final de la celeste.
El 1 de noviembre la Federación Paraguaya de Fútbol de Salón le comunicó a la prensa escrita, radial, televisiva y digital, así como al público en general que la selección paraguaya disputará partidos amistosos el 9 de noviembre en la ciudad de Encarnación y el 11 del mismo mes en la ciudad del Este. El objetivo principal es consolidar un gran equipo en preparación para el torneo mundialista deseando que la afición guaraní los acompañe en este partido previo al mundial en México y remarcan que el objetivo final es obtener el cuarto título mundial en la categoría masculina absoluta.
Los amistosos de la selección albirroja serán el día 2 y 3 de noviembre contra el combinado de Ñemby. La Federación Paraguaya de Fútbol de Salón le hizo saber a la prensa nacional y al público en general sobre los detalles del encuentro amistoso dando vía libre al hincha para asistir. Este será el segundo encuentro amistoso dirigido por Andrés Bogado ya que habían enfrentado a José Meza el jueves en el polideportivo 14 de mayo. La próxima semana el equipo con el cuerpo técnico se trasladarán a Encarnación y a Presidente Franco y solo restaría confirmar si también estarán disputando amistosos por San Ignacio.
Por otra parte, el jugador Jhon Pinilla le concedió una entrevista al periodista José Andrés Páez dando su opinión sobre la preparación de la selección cafetera El jugador colombiano va en búsqueda de su cuarto título mundial en su sexta participación mundialista.
Mientras tanto la selección mexicana se viene preparando de cara al mundial de futsal ejerciendo de anfitrión. Bajo las órdenes y la dirección del entrenador venezolano César Pineda, los aztecas vienen preparando y entrenando todos los días y en breves lo harán a doble jornada y horario. Al momento de los 42 jugadores que iniciaron con los microciclos, 16 continúan en la carrera de quedar en la lista final de 12 jugadores.
El 3 de noviembre Paraguay se estuvo preparando para el encuentro amistoso, el cual fue acordado contra el equipo Sportivo José Meza. El resultado fue un 12 a 4 a favor de la albirroja. En los siguientes días la albirroja disputará encuentros amistosos contra Encarnación y Presidente Franco. Estos son un encuentro de amistosos que La Federación Paraguaya de Fútbol de Salón comenzó como una parte de preparación para el mundial en Tijuana.
Ese mismo día la selección de Francia presenta a los 12 jugadores que disputarán el mundial de futsal dirigidos por Romain Contigiani.
La selección de Brasil recibió un emotivo mensaje por parte de la Federación Nacional de Futsal de Brasil en donde manifestaba su apoyo de modo incondicional brindando los mayores éxitos al combinado de 30 jugadores que están entrenando en el Real Celeste Sport Center.
Brasil presenta la nómina de los 12 jugadores elegidos para representar al conjunto de la canarinha en México.
El 5 de noviembre la selección de Colombia disputó un partido de preparación con carácter amistoso en el Espinal con el club del departamento de Tolima dejando un saldo favorable para el seleccionado cafetero por un marcador de apenas un 2-0 para llevarse el triunfo. Este partido definirá la planilla definitiva con los 12 jugadores que representarán a Colombia en el torneo mundial en México.
El 7 de noviembre la federación de Chile confirmó a Kevin González como el ayudante técnico de la selección nacional.
También la Federación Paraguaya de Fútbol de Salón confirmó los amistosos que afrontarán la selección nacional, pidiendo reiteradamente el apoyo a la prensa y afición.
La selección Colombia disputó el segundo amistoso de la fase de grupos contra el equipo de El Espinal y el encuentro terminó a favor de la tricolor por un resultado aplastante de 16-0.
La selección Colombia cerró la fase de grupos en el tercer partido amistoso contra el equipo de Planadas derrotando a su rival por un marcador de 6-0. Con este resultado la selección cafetera cierra siendo líder y clasificando a la final contra el conjunto del Tolima.
El 8 de noviembre la Asociación Peruana de Fútbol de Salón escogió a Jean Carlo Jaramillo Perdomo como nuevo técnico de la selección peruana y los dirigirá en el mundial en México. El entrenador ya sabe que es salir campeón con el Caciques del Quindío, además de ser técnico de selección de Venezuela, Colombia, Ecuador, entre otras.
La selección Colombia quedó subcampeón del cuadrangular contra la selección Tolima de juegos nacionales en el "cuadrangular preparatorio a la copa mundo México 2023", disputado en el coliseo de la Magdalena en el Espinal, Tolima. El duelo quedó igualado a tres tantos y en definición desde el punto penal Tolima derrotó 3 a 2 al combinado cafetero. La selección Tolima se alistará para el Futsal en los juegos nacionales del 2023 mientras que la selección Colombia se pondrá en ritmo de competencia para el mundial en México.
Por otra parte, la selección mexicana continúa con su preparación de entrenamientos para estar totalmente lista en cumplir el papel de anfitrión en su mundial. Con un gran plantel la selección de México tiene en sus filas a 12 jugadores ensenadenses dentro de los preseleccionados quienes buscarán un cupo en la lista definitiva que buscará hacer historia en sus tierras. Debido a esto en medio del entrenamiento disputaron un amistoso con la selección sub-20 de México.
Mientras que la selección paraguaya de fútbol de salón se medirá contra el Club Unión Paranaense el viernes 10 de noviembre en su camino al mundial en México. Esos encuentros amistosos serán después de las victorias ante los conjuntos de Sportivo José Meza y Ñemby
El día 13 de noviembre la selección peruana de mano de la Asociación Peruana de Fútbol de Salón dio a conocer la delegación oficial que partirá rumbo a tierras mexicanas En la plantilla definitiva hay 5 jugadores del Ayaviri-Melgar-Puno, 4 de Cusco-Perú, 2 de Ilave-Puno-Perú y 1 de Arequipa-Perú.
Ese mismo día la selección de los Estados Unidos hizo el anuncio de grupo de jugadores que estaban preparándose para el mundial en México.
Horas después en Baja California, México se realizó el sorteo del mundial Se realizó en la plaza Alameda.
El 14 de noviembre el entrenador uruguayo Pablo de Palleja dio a conocer sus declaraciones en el noticiero la 33 de Uruguay todas sus impresiones luego del sorteo y de que Uruguay quedara emparejada en el grupo A.
La Federación Paraguaya de Fútbol de Salón emitió una resolución a partir de la decisión de haber suspendido los torneos nacionales hasta nuevo aviso debido a la concentración de la selección paraguaya hacia el mundial en México, recordando que están en el grupo B con Australia, Venezuela y Estados Unidos. Los torneos nacionales se podrán retomar desde el martes 14 de noviembre en adelante y las eliminatorias del campeonato Caaguazú 2024 se realizarán desde el 1 de febrero del 2024.
Tras unas publicaciones, mencionaron que revelarían en pocas horas a los convocados oficiales de los jugadores de Estados Unidos. Lo hicieron por medio de sus redes sociales y también mediante una videoconferencia.
Por otra parte la Federación Nacional de Fútbol de Salón de Brasil confirmó su comité técnico para el mundial en México: (Eduardo Santos entrenador, Edison Leite asistente técnico, Haron Dorta fisioterapeuta, Taumaturgo Memória médico). Este equipo técnico fue capacitado con el fin de preparar de una manera más adecuada a los jugadores en el mundial en Baja California.
Mientras que la Federación Mexicana de Futsal creó un video y presentación como una previa y bienvenida tanto a equipos y delegaciones como a los fanáticos e hinchas de los países participantes.
El 17 de noviembre la selección uruguaya de la mano del técnico Pablo de Palleja confirmó a los 12 jugadores oficiales que representarán a Uruguay en el mundial de futsal en México en el grupo A contra los anfitriones del torneo México y las selecciones de Canadá y Bolivia en su preparación para el mundial de futsal de la AMF.
Mientras que la selección paraguaya confirmó su amistoso programado el sábado contra la selección nacional de Villeta. El viernes 17 de noviembre se enfrentarán al conjunto de Altos en el polideportivo municipal de Altos y el 18 del mismo mes tendrán el duelo ante el equipo villetano, cerrando el ciclo de los partidos de preparación al mundial.
Se hizo oficial la lista definitiva de los 12 jugadores que fueron convocados por la USAFF para representar a los Estados Unidos en el mundial en Tijuana. quienes participarán en el grupo junto con Paraguay, Venezuela y Australia.
Mientras que Paraguay y el equipo de Altos disputaron el amistoso que tenían acordado El encuentro se dio a las 20:30 horas paraguaya y se vivió un gran ambiente en el polideportivo municipal de Altos.
Ahora la selección paraguaya le falta disputar el encuentro restante ante Villeta programado ya hace tiempo atrás. El encuentro terminó 5 por 2 a favor de la albirroja.
El 19 de noviembre Chile tiene lista a su delegación entre cuerpo técnico y jugadores. Viajarán la próxima semana a México no sin antes disputar un encuentro amistoso contra un club combinado local.
El domingo 19 de noviembre acabó el futsal en los juegos nacionales con resultados como Cundinamarca campeón (oro), Antioquia subcampeón (plata) Caldas con el tercer lugar (bronce) y Valle el cuarto puesto. Algunos convocados de la selección de Colombia estuvieron participando en sus departamentos como también el técnico de Colombia fue el seleccionador del Valle y además había dos técnicos que dirigieron en su momento a selecciones cafeteras en sus categorías, Jorge Cuervo ex-técnico del combinado nacional en el pasado mundial en Argentina 2019 y campeón de dos títulos mundiales ahora técnico del Caldas y Juan David Acevedo técnico de Antioquia estuvo al mando de la selección cafetera categoría Sub-17 y Sub-20 dirigiendo dos mundiales y quedando campeón en una en el 2016 en tierras paraguayas.
El 20 de noviembre la federación australiana de futsal presentó su nómina oficial de jugadores y cuerpo técnico para el torneo mundial en México. Ellos partieron a Los Ángeles, California en Estados Unidos el domingo 20 de noviembre. El 21 de noviembre fueron la primera delegación mundialista que llegaron a tierras norteamericanas haciendo trabajos de calentamiento luego de aterrizar.
LA Intendencia de Florida le dio el reconocimiento y despedida a los floridenses que participarán en el mundial en Tijuana y Tecate.
El día 22 de noviembre la Federación Catalana de Fútbol Sala confirmó a los 12 jugadores que los representarán en el mundial en México por el seleccionador Joan Martínez. Esta lista se dio a conocer luego de los entrenamientos a mediados de marzo contando con el parón y pausa que se tomaron por el verano en España debido a la oleada de calor en ese país. Cada jugador para compensar se le mandó a realizar un tipo de calentamiento y entrenamiento personal.
El presidente de Paraguay recibió a la delegación nacional deportiva albirroja. Entre el cuerpo técnico del equipo y los jugadores de la selección nacional como también a directivos deportivos importantes en el fútbol de salón con el presidente de la Federación Paraguaya de Fútbol de Salón a la cabeza, Rolando Alarcón Ríos brindándole bonitos detalles y gestos al líder político de toda la nación paraguaya y el presidente les brindó al retribuir la mejor de las suertes para conseguir los mejores resultados en el torneo en México.
El 23 de noviembre la federación australiana de futsal se encontró con su primer sesión de entrenamientos luego de haber llegado a México.
La selección de Paraguay recibió mediante un acta protocolaria la entrega de uniformes deportivos correspondientes que usarán tanto en los partidos de Paraguay como las otras vestimentas deportivas. También recibieron en esa acta el emblema nacional de su país siendo transmitida por la federación paraguaya de fútbol de salón y por el noticiero de Altos TV.
La Federación Futsal Chile y la selección austral participará por segunda vez en un mundial AMF y no lo hace desde el mundial 2007. Reunió y trabajó en 40 días el técnico venezolano a los jugadores de su plantel para llegar de la mejor manera al certamen y partirán el sábado 24 de noviembre de Santiago de Chile a Tijuana a mediados de la noche.
Después del acta protocolaria del recibimiento del pabellón nacional y los uniformes deportivos de la selección paraguaya inmediatamente después los jugadores y cuerpo técnico de la albirroja recibieron un abanderamiento y la posterior despedida de los respectivos integrantes del conjunto guaraní Precisamente el combinado de Paraguay partirá el domingo 26 de noviembre a las 6:00 de la mañana horario local paraguayo rumbo hacia México. Tendrán el siguiente itinerario previamente estipulado: Primero el viaje Asunción — Panamá, luego tomaran el trayecto Panamá — Ciudad de México, Distrito Federal (DF) y después la ruta Ciudad de México, Distrito Federal (DF) — Baja California y por último Baja California — Tecate donde se instalarán para concentrarse en disputar la fase de grupos contra Venezuela, Australia y Estados Unidos.
La Federación of Australian Futsal y la Federación Mexicana de Futsal programaron un amistoso previo antes de la copa del mundo. Luego tendrán otro amistoso la selección mexicana contra el club de Colosio. Ambos amistosos serán el 24 de noviembre a las 8:00 y 9:00 de la noche horario mexicano.
La selección francesa partirá este lunes 27 de noviembre a tierras mexicanas y específicamente a Tijuana teniendo el respaldo de dos patrocinadores quienes apoyarán al combinado francés de cara al mundial.
La Federación Colombiana de Fútbol de Salón sacó a la luz pública la convocatoria de los 12 jugadores que representarán a Colombia en el mundial en México, como también al cuerpo técnico oficial que dirigirá a la selección de Colombia de cara en este torneo.
La Federación uruguaya de futsal partirá este lunes con los 12 jugadores y su cuerpo técnico con destino a México.
Las selecciones de futsal de México y Australia tuvieron un encuentro de carácter amistoso preparatorio para el mundial de futsal de la AMF. La selección mexicana es la anfitriona del certamen y se ha preparado para su mundial con sesiones de entrenamiento hace varias semanas mientras que Australia hace poco tiempo fue la primera selección en haber llegado a México pasando una instancia en Estados Unidos. El resultado fue una victoria favorable de la selección mexicana por 6-3 ante Australia y dicho amistoso se llevó a cabo el 24 de noviembre.
La selección de Canadá ya sacó su lista de convocados que asumirán el representar al equipo canadiense en el mundial de futsal en México donde buscarán pasar la fase de grupos y conseguir su primera victoria.
Esta es la plantilla oficial de la selección chilena de futsal para el mundial de México 2023.
El 27 de noviembre se cumple la llegada de las 15 selecciones nacionales a México. La selección charrúa se mudó hacia el aeropuerto de Panamá. Luego la celeste al estar en Panamá aguardo el vuelo hacia México Distrito Federal para llegar al aeropuerto de México Distrito Federal. Y después de esperar otro tiempo más la selección uruguaya llegó a México y ahora va a abordar otro vuelo hacia Tijuana.
La selección Colombia ya llegó a Tijuana, Baja California, México. Los 12 jugadores asumen este reto como los favoritos del grupo C y debutarán ante Francia.
La selección uruguaya de futsal ya se encuentra en el estado de Baja California donde se alojará en Tecate, una de las sedes mundialistas. Luego de un largo viaje la selección se concentrará en Estancia Hotel de cara al debut de mañana ante México.
La selección de fútbol de salón de Paraguay ya está en México y aguarda en Tecate por su debut en este mundial esperando por su primer rival, Venezuela. Recordemos que las selecciones de Paraguay y Venezuela están en el grupo B y se enfrentarán en el primer partido del grupo B del torneo.
Por primera vez un risaraldense estará en el mundial de fútbol de salón. Se trata de Anderson Felipe Tangarife jugador de Tullis Vista Hermosa
La selección de futsal de Cataluña participará en el mundial AMF Baja California, México 2023. Está en el grupo C con Colombia, Perú y Francia.
Ya todo está listo para que se desarrolle el mundial de futsal en México y hay recordar que Tecate y Tijuana albergarán el mundial de futsal de Baja California, México en 2023. El mundial se llevará a cabo desde el 23 de noviembre al 4 de diciembre.

## Desarrollo del Campeonato

### Primera Ronda

#### India y Venezuela se retiran del certamen
Las selecciones de Futsal de India y Venezuela por problemas de visa y pasaporte no pudieron asistir al mundial de futsal de México 2023. Esto significa que solo jugaron 14 equipos participantes y en cuanto a India y Venezuela pierden sus partidos con un marcador de 2-0 por W.O. Por consiguiente las selecciones de Paraguay, Australia, Estados Unidos, Chile, Brasil y Marruecos suman sus dos primeros puntos.

#### Primera fecha
Estos son los resultados de la fecha 1:
Luego de la retirada de India y Venezuela, el primer partido que se llevó a cabo fue el de Cataluña vs Perú del grupo C con saldo positivo para los catalanes por un triunfo de 5-0.
Luego el segundo partido del grupo C entre las selecciones de Colombia y Francia fue una victoria aplastante del combinado cafetero por 10-1.
A esa misma hora al no asistir Venezuela solo se desarrolló un partido del grupo B, el encuentro Australia vs Estados Unidos con triunfo del combinado estadounidense por 5-4.
Después, al no presentarse India, el único juego del grupo D fue el de Brasil vs Marruecos con victoria marroquí por 5-2.
Inmediatamente se llevó a cabo el partido del grupo A entre Canadá y Bolivia con victoria canadiense por un marcador de 9-2.
Antes de todo se realizó la inauguración del mundial de futsal de la AMF
Y por último el anfitrión México se enfrentó ante el combinado de Uruguay y el cuadro charrúa ganó por 4-0.

#### Segunda fecha
Estos son los resultados de la fecha 2:
El primer partido de la segunda jornada fue entre Paraguay contra los Estados Unidos con victoria albirroja abultada por 11-2 ante los estadounidenses. Con estos resultados Paraguay virtualmente ya está en los cuartos de final, solo una goleada de 18 tantos lo dejaría afuera del mundial mientras que Estados Unidos necesita que Australia no le gane por una diferencia de gol de 10 tantos a Paraguay.
Luego en el partido del grupo C Marruecos goleó 6-1 a Chile y se clasificó a la siguiente fase como líder del grupo ya que en la tercera fecha vence por W.O. a India. También quiere decir que el duelo entre Brasil y Chile es crucial para saber el otro clasificado del grupo D.
La selección Colombia obtuvo su segunda victoria en el grupo C ante Cataluña por 6-0 y con esto se consolida como el líder del grupo con 4 puntos. Mientras que Cataluña deberá conseguir el paso a los cuartos de final enfrentándose a la selección francesa.
Al mismo tiempo la selección charrúa goleó a Bolivia por 9-2 y con este resultado Uruguay escala en la punta de la tabla con 4 puntos mientras que Bolivia queda última con una diferencia negativa de -14 y reduce en su mayoría sus chances de clasificar a la siguiente fase.
En el penúltimo partido de la jornada las selecciones de Francia y Perú saltaron al campo de juego y los peruanos se llevaron el triunfo por uns remontada con goleada 3-8 luego de ir ganando 3-0 Francia en el primer tiempo. Con este resultado clasifican a a selección Colombia a la siguiente fase y el segundo cupo se luchará entre Cataluña y Perú. Hay que recordar que el partido fue suspendido por condiciones climáticas cuando Francia ganaba 3 por 2.
Y en el partido principal de la jornada, se midieron las selecciones de México y Canadá, dejando un vibrante empate 2-2 entre ambas escuadras. Este resultado clasifican a Uruguay a la siguiente ronda y Canadá solo depende de sí misma mientras que México necesita superar la diferencia de gol de Canadá ganando y goleando a Bolivia.

#### Tercera fecha
Estos son los resultados de la fecha 3:
Paraguay ganó y goleó otra vez y en esta ocasión fue a Australia por 8-0 asegurándose el primer lugar en el grupo B y eliminó a Australia en la fase de grupos e indirectamente clasificó a Estados Unidos a la siguiente fase.
La selección de Brasil derrotó 3 por 1 a Chile y se clasificó a los cuartos de final del mundial.
Cómo hoy Francia vs Perú se terminó por jugar el día 30 de noviembre cuando debía realizarse el 29 del mismo mes por condiciones climáticas y además por las intensas lluvias en Tijuana se postergan los partidos Cataluña vs Francia y Colombia vs Perú para el 1 de diciembre.
Uruguay derrotó al combinado de Canadá 8-4 y aseguró el primer lugar de grupo A y con esto le dio la posibilidad a México de poder acceder a la siguiente fase si y sólo si gana, gusta y golea a la selección de Bolivia por 8 goles o más. 
La selección mexicana logró acceder a la segunda fase de la ronda de grupos tras vencer por 12 a 2 a su similar de Bolivia y con esto alcanza el segundo lugar en el grupo A. Ahora se medirá en cuartos de final ante la selección de Paraguay.
La selección cafetera venció 6-0 a Perú y se consolidó en el primer puesto del grupo C.
Mientras que Cataluña derrotó a la selección francesa por un marcador de 7-2 y fue el último equipo clasificado a cuartos de final.

### Partidos de Ranking AMF
Estos son partidos que se llevaron a cabo con el fin de posicionar a las selecciones eliminadas en fase de grupos.
El partido por el decimoquinto lugar no se llevará a cabo y la razón es por las ausencias de los equipos de India y Venezuela. Entonces por orden alfabético India es decimoquinta y Venezuela ocupa la decimosexta casilla
El partido por el decimotercer puesto se llevó a cabo entre las selecciones de Francia y Bolivia con triunfo galo 5-3 al equipo del altiplano.
El partido por el decimoprimer puesto se disputó entre las selecciones de Perú y Australia, ganando el equipo blanquirrojo 4 a 2.
Y el partido por el noveno lugar entre los conjuntos de Canadá y Chile culminó con el triunfo austral por 5-0 ante las canadienses

### Segunda Ronda

#### Llaves Mata-Mata
Estos son los resultados de los enfrentamientos de los cuartos de final.
Paraguay se cruzará con el anfitrión México. Uruguay se medirá a Estados Unidos, Colombia se enfrentará a Brasil y Marruecos chocará contra Cataluña.
Los cuartos de final comenzaron el 2 de diciembre, abriendo el telón, el primer duelo era entre las selecciones de Uruguay y Estados Unidos con resultado favorable para la celeste por un aplastante triunfo de 8-1 confirmando una vez más el favoritismo de las selecciones sudamericanas de alto nivel en comparación a otras selecciones de otras continentes.
La selección de Marruecos se clasificó por primera vez en su historia a una semifinal derrotando a Cataluña 6-5 en tiempo suplementario.
Mientras que la selección paraguaya venció sin problemas 4-0 al anfitrión México y accedió a semifinales.
Y por último la selección Colombia goleó sin piedad a la selección Brasil por 14-0 y se clasificó cómodamente a semifinales 
A las 15:00 hora México, la selección de Brasil se medirá ante los Estados Unidos en el partido por el séptimo lugar. A las 16:30 se cruzarán por el quinto puesto los equipos de México y Cataluña. A las 18:00 se dará a cabo el duelo entre las escuadras de Paraguay contra la sorpresa Marruecos y a las 20:00 la selección Colombia se medirá contra el combinado de Uruguay y los dos partidos serán válido por las semifinales.

### Encuentros de consolación
Estados Unidos venció 5-1 a Brasil y se quedó con el séptimo lugar.
Las selecciones de México y Cataluña empataron a tres goles en el partido por el quinto lugar y los catalanes ganaron por penales 3 a 2.

### Los cuatro mejores
La selección paraguaya ganaba cómodamente 2-0 a Marruecos y luego de una supuesta falta a un jugador marroquí, vino el tercer gol del encuentro. Los jugadores africanos reclamaron la jugada previa y al ver que los árbitros estaban firmes en su decisión, decidieron abandonar el campo de juego por falta de garantías en el arbitraje según los jugadores de Marruecos. El partido no se terminó a falta de 1 minuto y 18 segundos del primer tiempo y la AMF dio ganador a Paraguay por la ausencia del rival.
La selección uruguaya clasificó a la final del mundial luego de 26 años. Derrotó por penales a la selección Colombia luego de empatar 2-2 en el tiempo reglamentario y 3-3 en el suplementario. En los penales ganó Uruguay 1-0 luego de un penal convertido y 5 fallados entre ambas escuadras.
No sé desarrolló el partido por el tercer lugar debido a la retirada de Marruecos en las semifinales ante la selección de Paraguay por lo cual se adjudica la medalla de bronce y el tercer puesto por decreto y por (W.O.) a la selección Colombia, además que el cuarto puesto fue dado a la selección de Cataluña por haber vencido a México en el partido del quinto lugar y por la descalificación de Marruecos. Mientras que los equipos de Uruguay y Paraguay se cruzaron en la final con victoria guaraní por la charrúa con un marcador de 6-1 ganando la final del mundial y con esto consiguió su cuarto título orbital en su octava final del certamen.

## Símbolos

### Logo del torneo
Esta es la imagen oficial que se usará para el mundial de México. Tiene un fondo azteca y un borrego cimarrón, un animal emblemático del estado donde se desarrollará el mundial.

### Balón
Toryno es una empresa deportiva colombiana o venezolana de carácter internacional quien se encarga de ofrecer productos y servicios promocionales como diseñar y desarrollar todo tipo de balones de muchos deportes (fútbol, futsal, fútbol de salón, kickball, voleibol, baloncesto, balones personalizados, etc). Está empresa es reconocida por la durabilidad y calidad tan eficiente en sus productos. Será el patrocinador oficial de distribuir todos los balones para todos los partidos del torneo mundialista en México.

### Trofeo
Este es el trofeo que se entregará al campeón del mundial de futsal de México en 2023.

### Transmisión
Eje Deportes, una página de deportes será la producción y cubrimiento oficial de los partidos del mundial de futsal en México.
También la Federación Mexicana de Futsal será otra página oficial de transmisión del mundial.
Y la tercera página oficial estará a cargo de Microfútbol.co quien también transmitirá los partidos de las selecciones.

### Indumentaria de los equipos
La selección de los Estados Unidos se asoció con la marca de ropa deportiva AMA Athletix para definir cómo va a ser la indumentaria deportiva de los jugadores estadounidenses para el mundial de Tijuana, México. La selección norteamericana anunció en sus redes sociales cómo va a ser las dos camisetas del equipo de la barra y las estrellas que lucirá en el XIII mundial de futsal. El equipo de los Estados Unidos será el conjunto deportivo que hará menos trayecto a la sede mundialista.
La federación de futsal en Australia diseñó unas camisetas especiales de edición limitada para los aficionados e hinchas del equipo oceánico para apoyar a su país en el mundial en México.
La empresa paraguaya Kyrios presentó el sábado 24 de noviembre la indumentaria que la selección paraguaya utilizará en sus encuentros mundialistas y está es la casaca oficial. También diseño la camiseta alternativa de color blanco.
La selección venezolana bajo la organización de la Venezuela Futsalón AMF ya tiene listos las indumentarias deportivas tanto la titular como la alternativa y también prendas de entrenamientos como la camisilla deportiva, camisetas, chaquetas, entre otras.

### Inauguración
Se dio cita a la inauguración del mundial antes del partido de México vs Uruguay.

### Mascota
Coti, es la mascota oficial del mundial de futbol de salón 2023, este fue presentado durante el inicio del sorteo de la fase de grupos, este hizo una entrada bailando y es un coyote mexicano apasionado por el deporte.

## Equipos participantes
En negrita, el equipo anfitrión.
| Confederación                                                    | Selección      | Clasificación      |
| ---------------------------------------------------------------- | -------------- | ------------------ |
| CSFS (Sudamérica) (7 cupos)                                      | Brasil         | (Subcampeón) 2019  |
| CSFS (Sudamérica) (7 cupos)                                      | Paraguay       | (3.er Puesto) 2019 |
| CSFS (Sudamérica) (7 cupos)                                      | Bolivia        |                    |
| CSFS (Sudamérica) (7 cupos)                                      | Chile          |                    |
| CSFS (Sudamérica) (7 cupos)                                      | Colombia       |                    |
| CSFS (Sudamérica) (7 cupos)                                      | Perú           |                    |
| CSFS (Sudamérica) (7 cupos)                                      | Uruguay        |                    |
| CSFS (Sudamérica) (7 cupos)                                      | Venezuela      |                    |
| AFEFS (Europa) (2 cupos)                                         | Cataluña       |                    |
| AFEFS (Europa) (2 cupos)                                         | Francia        |                    |
| CONCACFUTSAL (Norteamérica, Centroamérica y El Caribe) (3 cupos) | México         | (Anfitrión)        |
| CONCACFUTSAL (Norteamérica, Centroamérica y El Caribe) (3 cupos) | Canadá         |                    |
| CONCACFUTSAL (Norteamérica, Centroamérica y El Caribe) (3 cupos) | Estados Unidos |                    |
| CAFUSA (África) (1 cupo)                                         | Marruecos      |                    |
| CAFS (Asia) (1 cupo)                                             | India          |                    |
| OFC (Oceanía) (1 cupo)                                           | Australia      |                    |

- Estaban clasificados previamente las selecciones de  India y  Venezuela. Sin embargo la selección sudamericana tenía la mitad de su plantilla sin VISA y no pudo viajar. En tanto se desconoce la razón principal por la cual la selección asiática no haya asistido al torneo. Lamentablemente no se pudo conseguir un reemplazo para estos dos equipos.

### Clasificados Oficiales Confirmados
- Estas son las fechas en la cual se dieron conocer a la luz pública la confirmación y/o clasificación de las selecciones en cuestión con respecto al torneo mundialista:
- México: 27 de noviembre de 2022
- Colombia: 8 de febrero de 2023
- Canadá: 16 de febrero de 2023
- Cataluña: 2 de marzo de 2023
- Estados Unidos: 25 de julio de 2023
- Bolivia: 8 de agosto de 2023
- Brasil: 10 de agosto de 2023
- Perú: 29 de agosto de 2023
- Australia: 6 de septiembre de 2023
- Paraguay: 6 de octubre de 2023
- Francia: 8 de octubre de 2023
- Uruguay: 10 de octubre de 2023
- Chile: 12 de octubre de 2023
- India: 17 de octubre de 2023
- Venezuela: 19 de octubre de 2023
- Marruecos: 19 de octubre de 2023

### Candidatos Emergentes
La Asociación Mundial de Futsal siempre tiene en cuenta a unos candidatos suplentes o de emergencia con el fin de reemplazar y sustituir a cualquier equipo principal oficial que por razones de fuerza mayor no se presente en el torneo mundial.
Es muy común en los torneos de la AMF que algunas selecciones de su organización no se presenten en la mayoría de los casos por problemas y circunstancias económicas y muy pocos son los otros casos, siendo la minoría (salud, visa, falta de interés, conflicto interno del país, conflicto geopolítico, etc).
Dicho lo anterior, estos son los candidatos emergentes más probables de clasificar al mundial de México:
- Bélgica
- Ecuador
- Italia
- Pakistán
- Suiza

## Sorteo

### Líneas
Estas son las líneas oficiales que se usaron para determinar a los grupos en el sorteo. El sorteo se llevará a cabo el lunes 13 de noviembre del 2023 a las 11:00 hora mexicana (Tijuana) y a las 13:00 hora mexicana (Ciudad de México - CDMX) en la plaza Alameda con transmisión de la Federación Mexicana de Futsal y desde la página Alameda Otey Town Center.
Los 16 equipos se dividieron en cuatro grupos de cuatro equipos, con el anfitrión México asignado automáticamente en la línea 1.
| Línea 1                         | Línea 2                              | Línea 3                      | Línea 4                             |
| ------------------------------- | ------------------------------------ | ---------------------------- | ----------------------------------- |
| México Brasil Paraguay Colombia | Cataluña Uruguay Marruecos Venezuela | Perú Chile Bolivia Australia | Francia India Estados Unidos Canadá |

### Grupos
Tras el sorteo, los grupos quedaron de la siguiente manera: El sorteo se realizó y fue transmitido por la Federación Mexicana de Futsal y también por Alameda Otay. En los próximos días se definirá el fixture de los grupos del mundial.
El 20 de noviembre se dio a conocer el fixture del mundial.
| Grupo A                       | Grupo B                                     | Grupo C                        | Grupo D                      |
| ----------------------------- | ------------------------------------------- | ------------------------------ | ---------------------------- |
| México Canadá Uruguay Bolivia | Paraguay Estados Unidos Venezuela Australia | Colombia Cataluña Francia Perú | Brasil India Marruecos Chile |

Tras las ausencias de  India y  Venezuela los grupos quedaron de la siguiente manera.
| Grupo A                       | Grupo B                           | Grupo C                        | Grupo D                |
| ----------------------------- | --------------------------------- | ------------------------------ | ---------------------- |
| México Canadá Uruguay Bolivia | Paraguay Estados Unidos Australia | Colombia Cataluña Francia Perú | Brasil Marruecos Chile |

## Primera fase
- Los horarios corresponden a los dos husos horarios en México: (UTC-7), hora Tijuana y (UTC-6), hora Ciudad de México.
- Ítems: Pts: puntos; J: jugados; G: ganados; E: empatados; P: perdidos; GF: goles a favor; GC: goles en contra; Dif: diferencia de goles.

### Grupo A
| Grupo A | Pts | J | G | E | P | GF | GC | Dif |
| ------- | --- | - | - | - | - | -- | -- | --- |
| Uruguay | 6   | 3 | 3 | 0 | 0 | 21 | 6  | +15 |
| México  | 3   | 3 | 1 | 1 | 1 | 14 | 8  | +6  |
| Canadá  | 3   | 3 | 1 | 1 | 1 | 15 | 12 | +3  |
| Bolivia | 0   | 3 | 0 | 0 | 3 | 6  | 30 | -24 |

| 28 de noviembre de 2023 | Canadá | 9:2 (5:1) | Bolivia | Gimnasio Municipal de Tecate, Tecate |  |
| 19:00                   |        | Reporte   |         |                                      |  |

| 28 de noviembre de 2023 | México | 0:4 (0:1) | Uruguay | Gimnasio Municipal de Tecate, Tecate |  |
| 21:00                   |        | Reporte   |         |                                      |  |

| 29 de noviembre de 2023 | Uruguay | 9:2 (3:1) | Bolivia | Gimnasio Municipal de Tecate, Tecate |  |
| 19:00                   |         | Reporte   |         |                                      |  |

| 29 de noviembre de 2023 | México | 2:2 (2:0) | Canadá | Gimnasio Municipal de Tecate, Tecate |  |
| 21:00                   |        | Reporte   |        |                                      |  |

| 30 de noviembre de 2023 | Canadá | 4:8 (3:7) | Uruguay | Gimnasio Municipal de Tecate, Tecate |  |
| 19;00                   |        | Reporte   |         |                                      |  |

| 30 de noviembre de 2023                             | México | 12:2 (6:1) | Bolivia | Gimnasio Municipal de Tecate, Tecate |  |
| 21:00                                               |        | Reporte    |         |                                      |  |
| México clasifica a cuartos de final por primera vez |        |            |         |                                      |  |

### Grupo B
| Grupo B        | Pts | J | G | E | P | GF | GC | Dif |
| -------------- | --- | - | - | - | - | -- | -- | --- |
| Paraguay       | 6   | 3 | 3 | 0 | 0 | 21 | 2  | +19 |
| Estados Unidos | 4   | 3 | 2 | 0 | 1 | 9  | 15 | -6  |
| Australia      | 2   | 3 | 1 | 0 | 2 | 6  | 13 | -7  |
| Venezuela      | 0   | 3 | 0 | 0 | 3 | 0  | 6  | -6  |

| 28 de noviembre de 2023 | Estados Unidos | 5:4 (4:1) | Australia | Gimnasio Municipal de Tecate, Tecate |  |
| 15:00                   |                | Reporte   |           |                                      |  |

| 28 de noviembre de 2023 | Paraguay | 2:0 (W.O.) | Venezuela | Gimnasio Municipal de Tecate, Tecate |  |
| 17:00                   |          | Reporte    |           |                                      |  |

| 29 de noviembre de 2023 | Paraguay | 11:2 (4:1) | Estados Unidos | Gimnasio Municipal de Tecate, Tecate |  |
| 15:00                   |          | Reporte    |                |                                      |  |

| 29 de noviembre de 2023 | Venezuela | 0:2 (W.O.) | Australia | Gimnasio Municipal de Tecate, Tecate |  |
| 17:00                   |           | Reporte    |           |                                      |  |

| 30 de noviembre de 2023 | Paraguay | 8:0 (6:0) | Australia | Gimnasio Municipal de Tecate, Tecate |  |
| 15:00                   |          | Reporte   |           |                                      |  |

| 30 de noviembre de 2023                                     | Estados Unidos | 2:0 (W.O.) | Venezuela | Gimnasio Municipal de Tecate, Tecate |  |
| 17:00                                                       |                | Reporte    |           |                                      |  |
| Estados Unidos clasifica a cuartos de final por primera vez |                |            |           |                                      |  |

### Grupo C
| Grupo C  | Pts | J | G | E | P | GF | GC | Dif |
| -------- | --- | - | - | - | - | -- | -- | --- |
| Colombia | 6   | 3 | 3 | 0 | 0 | 22 | 1  | +21 |
| Cataluña | 4   | 3 | 2 | 0 | 1 | 12 | 8  | +4  |
| Perú     | 2   | 3 | 1 | 0 | 2 | 8  | 14 | -6  |
| Francia  | 0   | 3 | 0 | 0 | 3 | 6  | 25 | -19 |

| 28 de noviembre de 2023 | Cataluña | 5:0 (1:0) | Perú | Centro de Alto Rendimiento Tijuana, Tijuana |  |
| 15:00                   |          | Reporte   |      |                                             |  |

| 28 de noviembre de 2023 | Colombia | 10:1 (3:0) | Francia | Centro de Alto Rendimiento Tijuana, Tijuana |  |
| 17:00                   |          | Reporte    |         |                                             |  |

| 29 de noviembre de 2023 | Colombia | 6:0 (1:0) | Cataluña | Centro de Alto Rendimiento Tijuana, Tijuana |  |
| 19:00                   |          | Reporte   |          |                                             |  |

| 29 de noviembre de 2023 | Francia | 3:8 (3:0) | Perú | Centro de Alto Rendimiento Tijuana, Tijuana |  |
| 21:00                   |         | Reporte   |      |                                             |  |

| 1 de diciembre de 2023 | Colombia | 6:0 (3:0) | Perú | Centro de Alto Rendimiento Tijuana, Tijuana |  |
| 10:00                  |          | Reporte   |      |                                             |  |

| 1 de diciembre de 2023 | Cataluña | 7:2 (2:1) | Francia | Centro de Alto Rendimiento Tijuana, Tijuana |  |
| 12:00                  |          | Reporte   |         |                                             |  |

### Grupo D
| Grupo D   | Pts | J | G | E | P | GF | GC | Dif |
| --------- | --- | - | - | - | - | -- | -- | --- |
| Marruecos | 6   | 3 | 3 | 0 | 0 | 13 | 3  | +10 |
| Brasil    | 4   | 3 | 2 | 0 | 1 | 7  | 6  | +1  |
| Chile     | 2   | 3 | 1 | 0 | 2 | 4  | 9  | -5  |
| India     | 0   | 3 | 0 | 0 | 3 | 0  | 6  | -6  |

| 28 de noviembre de 2023 | India | 0:2 (W.O.) | Chile | Centro de Alto Rendimiento Tijuana, Tijuana |  |
| 11:00                   |       | Reporte    |       |                                             |  |

| 28 de noviembre de 2023 | Brasil | 2:5 (1:1) | Marruecos | Centro de Alto Rendimiento Tijuana, Tijuana |  |
| 13:00                   |        | Reporte   |           |                                             |  |

| 29 de noviembre de 2023 | Brasil | 2:0 (W.O.) | India | Centro de Alto Rendimiento Tijuana, Tijuana |  |
| 15:00                   |        | Reporte    |       |                                             |  |

| 29 de noviembre de 2023 | Marruecos | 6:1 (3:1) | Chile | Centro de Alto Rendimiento Tijuana, Tijuana |  |
| 17:00                   |           | Reporte   |       |                                             |  |

| 30 de noviembre de 2023 | Brasil | 3:1 (1:0) | Chile | Centro de Alto Rendimiento Tijuana, Tecate |  |
| 15:00                   |        | Reporte   |       |                                            |  |

| 30 de noviembre de 2023 | India | 0:2 (W.O.) | Marruecos | Centro de Alto Rendimiento Tijuana, Tecate |  |
| 17:00                   |       | Reporte    |           |                                            |  |

## Consolación 9.º al 16.º puesto

### Reclasificación equipos eliminados
Esta es una tabla de estadística que se usa con el fin de determinar los enfrentamientos y los partidos entre los equipos que quedaron eliminados en fase de grupos.
La selección que ocupó el noveno lugar se enfrentó contra el equipo que ocupó la décima casilla, mientras que el conjunto que quedó en la decimoprimera posición jugó ante aquel que se ubicó en el decimosegundo puesto.

### Posiciones de equipos eliminados
| N.º | Equipo    | Gr | Pts | J | G | E | P | GF | GC | Dif |
| --- | --------- | -- | --- | - | - | - | - | -- | -- | --- |
| 9   | Canadá    | A  | 3   | 3 | 1 | 1 | 1 | 15 | 12 | +3  |
| 10  | Chile     | D  | 2   | 3 | 1 | 0 | 2 | 4  | 9  | -5  |
| 11  | Perú      | C  | 2   | 3 | 1 | 0 | 2 | 8  | 14 | -6  |
| 12  | Australia | B  | 2   | 3 | 1 | 0 | 2 | 6  | 13 | -7  |
| 13  | Francia   | C  | 0   | 3 | 0 | 0 | 3 | 6  | 25 | -19 |
| 14  | Bolivia   | A  | 0   | 3 | 0 | 0 | 3 | 6  | 30 | -24 |
| 15  | India     | D  | 0   | 3 | 0 | 0 | 3 | 0  | 6  | -6  |
| 16  | Venezuela | B  | 0   | 3 | 0 | 0 | 3 | 0  | 6  | -6  |

Las selecciones eliminadas de la fase de grupos disputaron estos partidos de consolación para definir posiciones. Bajo esta lógica los enfrentamientos son los siguientes:
Partido por el 9° y 10° puesto
- Canadá vs.  Chile

Partido por el 11° y 12° puesto
- Perú vs.  Australia

Partido por el 13° y 14° puesto
- Francia vs.  Bolivia

Partido por el 15° y 16° puesto *
- India vs.  Venezuela

Nota: Por planilla se planifica el partido India vs. Venezuela. Pero no se llevó a cabo el partido debido a las ausencias de estas dos selecciones. Entonces se adjudica el decimoquinto puesto a la selección de India y el decimosexto puesto a la selección de Venezuela por orden alfabético.

## Fase final

### Cuadro general
|  | Cuartos de final       | Cuartos de final       |           |              | Semifinales            | Semifinales            |          |              | Final                  | Final                  |  |
|  | 2 de diciembre de 2023 | 2 de diciembre de 2023 |           |              | 3 de diciembre de 2023 | 3 de diciembre de 2023 |          |              | 4 de diciembre de 2023 | 4 de diciembre de 2023 |  |
|  |                        |                        |           |              |                        |                        |          |              |                        |                        |  |
|  |                        |                        |           |              |                        |                        |          |              |                        |                        |  |
|  | Uruguay                | 8                      |           |              |                        |                        |          |              |                        |                        |  |
|  | Uruguay                | 8                      |           |              |                        |                        |          |              |                        |                        |  |
|  | Estados Unidos         | 1                      |           |              |                        |                        |          |              |                        |                        |  |
|  | Estados Unidos         | 1                      |           | Uruguay (p.) | 3 (1)                  |                        |          |              |                        |                        |  |
|  |                        |                        |           | Uruguay (p.) | 3 (1)                  |                        |          |              |                        |                        |  |
|  |                        |                        | Colombia  | 3 (0)        |                        |                        |          |              |                        |                        |  |
|  | Colombia               | 14                     | Colombia  | 3 (0)        |                        |                        |          |              |                        |                        |  |
|  | Colombia               | 14                     |           |              |                        |                        |          |              |                        |                        |  |
|  | Brasil                 | 0                      |           |              |                        |                        |          |              |                        |                        |  |
|  | Brasil                 | 0                      |           |              |                        |                        |          | Uruguay      | 1                      |                        |  |
|  |                        |                        |           |              |                        |                        |          | Uruguay      | 1                      |                        |  |
|  |                        |                        | Paraguay  | 6            |                        |                        |          |              |                        |                        |  |
|  | Paraguay               | 4                      | Paraguay  | 6            |                        |                        |          |              |                        |                        |  |
|  | Paraguay               | 4                      |           |              |                        |                        |          |              |                        |                        |  |
|  | México                 | 0                      |           |              |                        |                        |          |              |                        |                        |  |
|  | México                 | 0                      |           | Paraguay     | 3                      |                        |          | Tercer lugar | Tercer lugar           |                        |  |
|  |                        |                        |           | Paraguay     | 3                      |                        |          | Tercer lugar | Tercer lugar           |                        |  |
|  |                        |                        | Marruecos | 0            |                        |                        |          |              |                        |                        |  |
|  | Marruecos (t.s)        | 6                      | Marruecos | 0            |                        |                        | Colombia | 2            |                        |                        |  |
|  | Marruecos (t.s)        | 6                      |           |              |                        |                        | Colombia | 2            |                        |                        |  |
|  | Cataluña               | 5                      |           |              |                        |                        |          |              | Marruecos              | 0                      |  |
|  | Cataluña               | 5                      |           |              |                        |                        |          |              | Marruecos              | 0                      |  |
|  |                        |                        |           |              |                        |                        |          |              |                        |                        |  |

### Quinto lugar
|  | Quinto puesto play-off |       |
|  |                        |       |
|  | 4 de diciembre         |       |
|  |                        |       |
|  | México                 | 3 (2) |
|  | México                 | 3 (2) |
|  | Cataluña (p.)          | 3 (3) |
|  | Cataluña (p.)          | 3 (3) |

### Séptimo lugar
|  | Séptimo puesto play-off |   |
|  |                         |   |
|  | 23 de noviembre         |   |
|  |                         |   |
|  | Estados Unidos          | 5 |
|  | Estados Unidos          | 5 |
|  | Brasil                  | 1 |
|  | Brasil                  | 1 |

### Noveno lugar
|  | Noveno puesto play-off |   |
|  |                        |   |
|  | 2 de diciembre         |   |
|  |                        |   |
|  | Canadá                 | 0 |
|  | Canadá                 | 0 |
|  | Chile                  | 5 |
|  | Chile                  | 5 |

### Decimoprimer lugar
|  | Decimoprimer puesto play-off |   |
|  |                              |   |
|  | 2 de diciembre               |   |
|  |                              |   |
|  | Australia                    | 4 |
|  | Australia                    | 4 |
|  | Perú                         | 2 |
|  | Perú                         | 2 |

### Decimotercer lugar
|  | Decimotercer puesto play-off |   |
|  |                              |   |
|  | 2 de diciembre               |   |
|  |                              |   |
|  | Bolivia                      | 3 |
|  | Bolivia                      | 3 |
|  | Francia                      | 5 |
|  | Francia                      | 5 |

### Decimoquinto lugar
|  | Decimoquinto puesto play-off |   |
|  |                              |   |
|  | 2 de diciembre               |   |
|  |                              |   |
|  | Venezuela                    | - |
|  | Venezuela                    | - |
|  | India                        | - |
|  | India                        | - |

### Cuartos de final
| 2 de diciembre de 2023 | Uruguay | 8:1 (6:0) | Estados Unidos | Gimnasio Municipal de Tecate, Tecate |  |
| 15:00                  |         | Reporte   |                |                                      |  |

| 2 de diciembre de 2023                                           | Marruecos | 6:5 (4:4, 2:3) (t. s.)(2:1 t. s.) | Cataluña | Gimnasio Municipal de Tecate, Tecate |  |
| 17:00                                                            |           | Reporte                           |          |                                      |  |
| Marruecos clasifica a semifinales por primera vez en su historia |           |                                   |          |                                      |  |

| 2 de diciembre de 2023 | Paraguay | 4:0 (3:0) | México | Gimnasio Municipal de Tecate, Tecate |  |
| 19:00                  |          | Reporte   |        |                                      |  |

| 2 de diciembre de 2023 | Colombia | 14:0 (8:0) | Brasil | Gimnasio Municipal de Tecate, Tecate |  |
| 21:00                  |          | Reporte    |        |                                      |  |

### Decimoquinto puesto
| 2 de diciembre de 2023 | India | -:- (W.O.) | Venezuela | Centro de Alto Rendimiento, Tijuana, Tijuana |  |
| 8:30                   |       | Reporte    |           |                                              |  |

### Decimotercer puesto
| 2 de diciembre de 2023 | Bolivia | 3:5 (0:2) | Francia | Centro de Alto Rendimiento, Tijuana, Tijuana |  |
| 9:30                   |         | Reporte   |         |                                              |  |

### Decimoprimer puesto
| 2 de diciembre de 2023 | Perú | 4:2 (2:0) | Australia | Centro de Alto Rendimiento, Tijuana, Tijuana |  |
| 10:30                  |      | Reporte   |           |                                              |  |

### Noveno puesto
| 2 de diciembre de 2023 | Canadá | 0:5 (0:2) | Chile | Centro de Alto Rendimiento, Tijuana, Tijuana |  |
| 11:30                  |        | Reporte   |       |                                              |  |

### Séptimo puesto
| 3 de diciembre de 2023 | Estados Unidos | 5:1 (3:1) | Brasil | Gimnasio Municipal de Tecate, Tecate |  |
| 15:00                  |                |           |        |                                      |  |

### Quinto puesto
| 4 de diciembre de 2023                                                                                                 | México | 3:3 (2:2, 1:2) (t. s.)(2:3 p.) | Cataluña | Gimnasio Municipal de Tecate, Tecate |  |
| 16:30 |        |                                |          |                                      |  |
| Con este resultado la selección de Cataluña se quedó con el cuarto lugar luego de que Marruecos se retirara del torneo |        |                                |          |                                      |  |

| Tiros desde el punto penal |                  |     |                  |  |
|                            | Acierto de penal | 1:1 | Acierto de penal |  |
|                            | Fallo de penal   | 1:2 | Acierto de penal |  |
|                            | Acierto de penal | 2:3 | Acierto de penal |  |

### Semifinales
| 3 de diciembre de 2023                                                                          | Paraguay | 3:0 (3:0) | Marruecos | Gimnasio Municipal de Tecate, Tecate |  |
| 18:00                                                                                           |          | Reporte   |           |                                      |  |
| Los jugadores de Marruecos se retiraron del partido acusando falta de garantías en el arbitraje |          |           |           |                                      |  |

| 3 de diciembre de 2023 | Uruguay | 3:3 (2:2, 1:1) (t. s.)(1:1 t. s.)(1:0 p.) | Colombia | Gimnasio Municipal de Tecate, Tecate |  |
| 20:00                  |         | Reporte                                   |          |                                      |  |

| Tiros desde el punto penal |                  |     |                |  |
|                            | Fallo de penal   | 0:0 | Fallo de penal |  |
|                            | Acierto de penal | 1:0 | Fallo de penal |  |
|                            | Fallo de penal   | 1:0 | Fallo de penal |  |

### Tercer puesto
| 4 de diciembre de 2023 | Colombia | 2:0 (W.O.) | Marruecos | Gimnasio Municipal de Tecate, Tecate |  |
| |          | Reporte    |           |                                      |  |
| No se llevó a cabo el partido por el tercer lugar entre las selecciones de Colombia y Marruecos por los incidentes de Marruecos en las semifinales así que se dio por ganador a Colombia y Cataluña recibió por parte de la AMF el cuarto lugar debido a la descalificación de Marruecos |          |            |           |                                      |  |

### Final
| 4 de diciembre de 2023 | Uruguay | 1:6 (0:1) | Paraguay | Gimnasio Municipal de Tecate, Tecate |  |
|                        |         | Reporte   |          |                                      |  |

|                     |
| Bandera de Paraguay |
| Campeón 4.to Título |

## Medallero
|          |         |          |
| Paraguay | Uruguay | Colombia |

## Tabla general
| Pos. | Equipo         | Pts | J | G | E | P | GF | GC | Dif. | Rend. |
| ---- | -------------- | --- | - | - | - | - | -- | -- | ---- | ----- |
| 1    | Paraguay       | 12  | 6 | 6 | 0 | 0 | 34 | 3  | +31  | 100%  |
| 2    | Uruguay        | 9   | 6 | 4 | 1 | 1 | 33 | 16 | +17  | 75%   |
| 3    | Colombia       | 11  | 6 | 5 | 1 | 0 | 41 | 4  | +37  | 91,6% |
| 4    | Marruecos      | 8   | 6 | 4 | 0 | 2 | 19 | 13 | +6   | 66,6% |
| 5    | Cataluña       | 5   | 5 | 2 | 1 | 2 | 20 | 17 | +3   | 50%   |
| 6    | México         | 4   | 5 | 1 | 2 | 2 | 17 | 15 | +2   | 40%   |
| 7    | Estados Unidos | 6   | 5 | 3 | 0 | 2 | 12 | 21 | -9   | 60%   |
| 8    | Brasil         | 4   | 5 | 2 | 0 | 3 | 11 | 28 | -17  | 40%   |
| 9    | Chile          | 4   | 4 | 2 | 0 | 2 | 9  | 9  | 0    | 50%   |
| 10   | Canadá         | 3   | 4 | 1 | 1 | 2 | 15 | 17 | -2   | 25%   |
| 11   | Perú           | 4   | 4 | 2 | 0 | 2 | 12 | 16 | -4   | 50%   |
| 12   | Australia      | 2   | 4 | 1 | 0 | 3 | 8  | 17 | -9   | 25%   |
| 13   | Francia        | 2   | 4 | 1 | 0 | 3 | 11 | 28 | -17  | 25%   |
| 14   | Bolivia        | 0   | 4 | 0 | 0 | 4 | 9  | 35 | -26  | 0%    |
| 15   | India          | 0   | 3 | 0 | 0 | 3 | 0  | 6  | -6   | 0%    |
| 16   | Venezuela      | 0   | 3 | 0 | 0 | 3 | 0  | 6  | -6   | 0%    |

## Premios y reconocimientos

### Goleadores
| Jugador        | Equipo   | Goles |
| -------------- | -------- | ----- |
| Daniel Benítez | Paraguay | 10    |

### Valla menos vencida
| Jugador     | Selección | Goles |
| ----------- | --------- | ----- |
| Albert Meza | Paraguay  | 2     |

### Mejor jugador
| Jugador        | Selección |
| -------------- | --------- |
| Daniel Benítez | Paraguay  |